# Europarlamentari della VI legislatura
Gli europarlamentari della VI legislatura, eletti a seguito delle elezioni europee del 2004, sono stati i seguenti.

## Composizione storica
| Europarlamentare                       | Stato       | Lista                                                                                      | Gruppo    |
| -------------------------------------- | ----------- | ------------------------------------------------------------------------------------------ | --------- |
| Adamos Adamou                          | Cipro       | Partito Progressista dei Lavoratori                                                        | GUE/NGL   |
| Filip Adwent                           | Polonia     | Lega delle Famiglie Polacche                                                               | IND/DEM   |
| Vittorio Agnoletto                     | Italia      | Rifondazione Comunista                                                                     | GUE/NGL   |
| Gabriele Albertini                     | Italia      | Forza Italia                                                                               | PPE-DE    |
| Jim Allister                           | Regno Unito | Partito Unionista Democratico                                                              | NI        |
| Alexander Alvaro                       | Germania    | Partito Liberale Democratico                                                               | ALDE      |
| Jan Andersson                          | Svezia      | Partito Socialdemocratico dei Lavoratori di Svezia                                         | PSE       |
| Georgs Andrejevs                       | Lettonia    | Via Lettone                                                                                | ALDE      |
| Alfonso Andria                         | Italia      | Uniti nell'Ulivo (La Margherita)                                                           | ALDE      |
| Laima Liucija Andrikienė               | Lituania    | Unione della Patria - Conservatori di Lituania                                             | PPE-DE    |
| Roberta Angelilli                      | Italia      | Alleanza Nazionale                                                                         | UEN       |
| Alfredo Antoniozzi                     | Italia      | Forza Italia                                                                               | PPE-DE    |
| Kader Arif                             | Francia     | Partito Socialista                                                                         | PSE       |
| Stavros Arnaoutakis                    | Grecia      | Movimento Socialista Panellenico                                                           | PSE       |
| Richard Ashworth                       | Regno Unito | Partito Conservatore                                                                       | PPE-DE    |
| Francisco Assis                        | Portogallo  | Partito Socialista                                                                         | PSE       |
| Robert Atkins                          | Regno Unito | Partito Conservatore                                                                       | PPE-DE    |
| John Attard-Montalto                   | Malta       | Partito Laburista                                                                          | PSE       |
| Elspeth Attwooll                       | Regno Unito | Liberal Democratici                                                                        | ALDE      |
| Marie-Hélène Aubert                    | Francia     | I Verdi                                                                                    | Verdi/ALE |
| Margrete Auken                         | Danimarca   | Partito Popolare Socialista                                                                | Verdi/ALE |
| Inés Ayala Sender                      | Spagna      | Partito Socialista Operaio Spagnolo                                                        | PSE       |
| Liam Aylward                           | Irlanda     | Fianna Fáil                                                                                | UEN       |
| Pilar Ayuso                            | Spagna      | Partito Popolare                                                                           | PPE-DE    |
| Roselyne Bachelot-Narquin              | Francia     | Unione per un Movimento Popolare                                                           | PPE-DE    |
| Peter Baco                             | Slovacchia  | Partito Popolare - Movimento per una Slovacchia Democratica                                | NI        |
| Maria Badia i Cutchet                  | Spagna      | Partito Socialista Operaio Spagnolo (Partito dei Socialisti di Catalogna)                  | PSE       |
| Enrique Barón Crespo                   | Spagna      | Partito Socialista Operaio Spagnolo                                                        | PSE       |
| Etelka Barsi-Pataky                    | Ungheria    | Fidesz - Unione Civica Ungherese                                                           | PPE-DE    |
| Gerard Batten                          | Regno Unito | Partito per l'Indipendenza del Regno Unito                                                 | IND/DEM   |
| Alessandro Battilocchio                | Italia      | Socialisti Uniti per l'Europa                                                              | NI        |
| Katerina Batzeli                       | Grecia      | Movimento Socialista Panellenico                                                           | PSE       |
| Edit Bauer                             | Slovacchia  | Partito della Coalizione Ungherese                                                         | PPE-DE    |
| Jean Marie Beaupuy                     | Francia     | Unione per la Democrazia Francese                                                          | ALDE      |
| Christopher Beazley                    | Regno Unito | Partito Conservatore                                                                       | PPE-DE    |
| Zsolt László Becsey                    | Ungheria    | Fidesz - Unione Civica Ungherese                                                           | PPE-DE    |
| Angelika Beer                          | Germania    | Alleanza 90/I Verdi                                                                        | Verdi/ALE |
| Panagiotis Beglitis                    | Grecia      | Movimento Socialista Panellenico                                                           | PSE       |
| Bas Belder                             | Paesi Bassi | CU - SGP (Partito Politico Riformato)                                                      | IND/DEM   |
| Ivo Belet                              | Belgio      | Cristiano-Democratici e Fiamminghi                                                         | PPE-DE    |
| Irena Belohorská                       | Slovacchia  | Partito Popolare - Movimento per una Slovacchia Democratica                                | NI        |
| Jean-Luc Bennahmias                    | Francia     | I Verdi                                                                                    | Verdi/ALE |
| Rolf Berend                            | Germania    | Unione Cristiano-Democratica di Germania                                                   | PPE-DE    |
| Pervenche Berès                        | Francia     | Partito Socialista                                                                         | PSE       |
| Maria Berger                           | Austria     | Partito Socialdemocratico d'Austria                                                        | PSE       |
| Sergio Berlato                         | Italia      | Alleanza Nazionale                                                                         | UEN       |
| Giovanni Berlinguer                    | Italia      | Uniti nell'Ulivo (Democratici di Sinistra)                                                 | PSE       |
| Thijs Berman                           | Paesi Bassi | Partito del Lavoro                                                                         | PSE       |
| Pier Luigi Bersani                     | Italia      | Uniti nell'Ulivo (Democratici di Sinistra)                                                 | PSE       |
| Fausto Bertinotti                      | Italia      | Rifondazione Comunista                                                                     | GUE/NGL   |
| Adam Bielan                            | Polonia     | Diritto e Giustizia                                                                        | UEN       |
| Šarūnas Birutis                        | Lituania    | Partito del Lavoro                                                                         | ALDE      |
| Johannes Blokland                      | Paesi Bassi | CU - SGP (Unione Cristiana)                                                                | IND/DEM   |
| Godfrey Bloom                          | Regno Unito | Partito per l'Indipendenza del Regno Unito                                                 | IND/DEM   |
| Jana Bobošíková                        | Rep. Ceca   | Indipendenti                                                                               | NI        |
| Reimer Böge                            | Germania    | Unione Cristiano-Democratica di Germania                                                   | PPE-DE    |
| Jens-Peter Bonde                       | Danimarca   | Movimento di Giugno                                                                        | IND/DEM   |
| Emma Bonino                            | Italia      | Lista Emma Bonino                                                                          | ALDE      |
| Guy Bono                               | Francia     | Partito Socialista                                                                         | PSE       |
| Vito Bonsignore                        | Italia      | Unione dei Democratici Cristiani e di Centro                                               | PPE-DE    |
| Graham Booth                           | Regno Unito | Partito per l'Indipendenza del Regno Unito                                                 | IND/DEM   |
| Mario Borghezio                        | Italia      | Lega Nord                                                                                  | IND/DEM   |
| Josep Borrell Fontelles                | Spagna      | Partito Socialista Operaio Spagnolo                                                        | PSE       |
| Herbert Bösch                          | Austria     | Partito Socialdemocratico d'Austria                                                        | PSE       |
| Umberto Bossi                          | Italia      | Lega Nord                                                                                  | IND/DEM   |
| Jean-Louis Bourlanges                  | Francia     | Unione per la Democrazia Francese                                                          | ALDE      |
| Bernadette Bourzai                     | Francia     | Partito Socialista                                                                         | PSE       |
| John Bowis                             | Regno Unito | Partito Conservatore                                                                       | PPE-DE    |
| Emine Bozkurt                          | Paesi Bassi | Partito del Lavoro                                                                         | PSE       |
| Philip Bradbourn                       | Regno Unito | Partito Conservatore                                                                       | PPE-DE    |
| Mihael Brejc                           | Slovenia    | Partito Democratico Sloveno                                                                | PPE-DE    |
| Frieda Brepoels                        | Belgio      | Cristiano-Democratici e Fiamminghi                                                         | PPE-DE    |
| Mercedes Bresso                        | Italia      | Uniti nell'Ulivo (Democratici di Sinistra)                                                 | PSE       |
| Hiltrud Breyer                         | Germania    | Alleanza 90/I Verdi                                                                        | Verdi/ALE |
| Jan Březina                            | Rep. Ceca   | Unione Cristiana e Democratica - Partito Popolare Cecoslovacco                             | PPE-DE    |
| André Brie                             | Germania    | Partito del Socialismo Democratico                                                         | GUE/NGL   |
| Elmar Brok                             | Germania    | Unione Cristiano-Democratica di Germania                                                   | PPE-DE    |
| Renato Brunetta                        | Italia      | Forza Italia                                                                               | PPE-DE    |
| Danutė Budreikaitė                     | Lituania    | Partito del Lavoro                                                                         | ALDE      |
| Kathalijne Maria Buitenweg             | Paesi Bassi | Sinistra Verde                                                                             | Verdi/ALE |
| Udo Bullmann                           | Germania    | Partito Socialdemocratico di Germania                                                      | PSE       |
| Philip Bushill-Matthews                | Regno Unito | Partito Conservatore                                                                       | PPE-DE    |
| Niels Busk                             | Danimarca   | Venstre                                                                                    | ALDE      |
| Philippe Busquin                       | Belgio      | Partito Socialista                                                                         | PSE       |
| Simon Busuttil                         | Malta       | Partito Nazionalista                                                                       | PPE-DE    |
| Jerzy Buzek                            | Polonia     | Piattaforma Civica                                                                         | PPE-DE    |
| Milan Cabrnoch                         | Rep. Ceca   | Partito Democratico Civico                                                                 | PPE-DE    |
| Joan Calabuig Rull                     | Spagna      | Partito Socialista Operaio Spagnolo                                                        | PSE       |
| Martin Callanan                        | Regno Unito | Partito Conservatore                                                                       | PPE-DE    |
| Mogens Camre                           | Danimarca   | Partito Popolare Danese                                                                    | UEN       |
| Luis Manuel Capoulas Santos            | Portogallo  | Partito Socialista                                                                         | PSE       |
| Marie-Arlette Carlotti                 | Francia     | Partito Socialista                                                                         | PSE       |
| Carlos Carnero González                | Spagna      | Partito Socialista Operaio Spagnolo                                                        | PSE       |
| Giorgio Carollo                        | Italia      | Forza Italia                                                                               | PPE-DE    |
| David Casa                             | Malta       | Partito Nazionalista                                                                       | PPE-DE    |
| Paulo Casaca                           | Portogallo  | Partito Socialista                                                                         | PSE       |
| Michael Cashman                        | Regno Unito | Partito Laburista                                                                          | PSE       |
| Daniel Caspary                         | Germania    | Unione Cristiano-Democratica di Germania                                                   | PPE-DE    |
| Françoise Castex                       | Francia     | Partito Socialista                                                                         | PSE       |
| Giuseppe Castiglione                   | Italia      | Forza Italia                                                                               | PPE-DE    |
| Pilar Del Castillo Vera                | Spagna      | Partito Popolare                                                                           | PPE-DE    |
| Giusto Catania                         | Italia      | Rifondazione Comunista                                                                     | GUE/NGL   |
| Jean-Marie Cavada                      | Francia     | Unione per la Democrazia Francese                                                          | ALDE      |
| Charlotte Cederschiöld                 | Svezia      | Partito Moderato                                                                           | PPE-DE    |
| Alejandro Cercas                       | Spagna      | Partito Socialista Operaio Spagnolo                                                        | PSE       |
| Lorenzo Cesa                           | Italia      | Unione dei Democratici Cristiani e di Centro                                               | PPE-DE    |
| Jorgo Chatzimarkakis                   | Germania    | Partito Liberale Democratico                                                               | ALDE      |
| Giles Chichester                       | Regno Unito | Partito Conservatore                                                                       | PPE-DE    |
| Giulietto Chiesa                       | Italia      | Lista Di Pietro - Occhetto                                                                 | ALDE      |
| Zdzisław Kazimierz Chmielewski         | Polonia     | Piattaforma Civica                                                                         | PPE-DE    |
| Ole Christensen                        | Danimarca   | Socialdemocratici                                                                          | PSE       |
| Sylwester Chruszcz                     | Polonia     | Lega delle Famiglie Polacche                                                               | IND/DEM   |
| Paolo Cirino Pomicino                  | Italia      | Udeur                                                                                      | PPE-DE    |
| Philip Claeys                          | Belgio      | Blocco Fiammingo                                                                           | NI        |
| Derek Roland Clark                     | Regno Unito | Partito per l'Indipendenza del Regno Unito                                                 | IND/DEM   |
| Luigi Cocilovo                         | Italia      | Uniti nell'Ulivo (La Margherita)                                                           | ALDE      |
| Carlos Coelho                          | Portogallo  | Partito Social Democratico                                                                 | PPE-DE    |
| Daniel Cohn-Bendit                     | Germania    | Alleanza 90/I Verdi                                                                        | Verdi/ALE |
| Richard Corbett                        | Regno Unito | Partito Laburista                                                                          | PSE       |
| Dorette Corbey                         | Paesi Bassi | Partito del Lavoro                                                                         | PSE       |
| Thierry Cornillet                      | Francia     | Unione per la Democrazia Francese                                                          | ALDE      |
| Fausto Correia                         | Portogallo  | Partito Socialista                                                                         | PSE       |
| António Costa                          | Portogallo  | Partito Socialista                                                                         | PSE       |
| Paolo Costa                            | Italia      | Uniti nell'Ulivo (La Margherita)                                                           | ALDE      |
| Jean Louis Cottigny                    | Francia     | Partito Socialista                                                                         | PSE       |
| Paul Marie Coûteaux                    | Francia     | Movimento per la Francia                                                                   | IND/DEM   |
| Simon Coveney                          | Irlanda     | Fine Gael                                                                                  | PPE-DE    |
| Michael Cramer                         | Germania    | Alleanza 90/I Verdi                                                                        | Verdi/ALE |
| Brian Crowley                          | Irlanda     | Fianna Fáil                                                                                | UEN       |
| Marek Aleksander Czarnecki             | Polonia     | Autodifesa della Repubblica Polacca                                                        | NI        |
| Ryszard Czarnecki                      | Polonia     | Autodifesa della Repubblica Polacca                                                        | NI        |
| Massimo D'Alema                        | Italia      | Uniti nell'Ulivo (Democratici di Sinistra)                                                 | PSE       |
| Joseph Daul                            | Francia     | Unione per un Movimento Popolare                                                           | PPE-DE    |
| Chris Davies                           | Regno Unito | Liberal Democratici                                                                        | ALDE      |
| Bairbre De Brún                        | Regno Unito | Sinn Féin                                                                                  | GUE/NGL   |
| Arūnas Degutis                         | Lituania    | Partito del Lavoro                                                                         | ALDE      |
| Jean-Luc Dehaene                       | Belgio      | Cristiano-Democratici e Fiamminghi                                                         | PPE-DE    |
| Véronique De Keyser                    | Belgio      | Partito Socialista                                                                         | PSE       |
| Ottaviano Del Turco                    | Italia      | Uniti nell'Ulivo (Socialisti Democratici Italiani)                                         | PSE       |
| Panayiotis Demetriou                   | Cipro       | Raggruppamento Democratico                                                                 | PPE-DE    |
| Gianni De Michelis                     | Italia      | Socialisti Uniti per l'Europa                                                              | NI        |
| Gábor Demszky                          | Ungheria    | Alleanza dei Liberi Democratici                                                            | ALDE      |
| Antonio De Poli                        | Italia      | Unione dei Democratici Cristiani e di Centro                                               | PPE-DE    |
| Gérard Deprez                          | Belgio      | Movimento Riformatore                                                                      | ALDE      |
| Proinsias De Rossa                     | Irlanda     | Partito Laburista                                                                          | PSE       |
| Marielle de Sarnez                     | Francia     | Unione per la Democrazia Francese                                                          | ALDE      |
| Marie-Hélène Descamps                  | Francia     | Unione per un Movimento Popolare                                                           | PPE-DE    |
| Harlem Désir                           | Francia     | Partito Socialista                                                                         | PSE       |
| Albert Dess                            | Germania    | Unione Cristiano-Sociale in Baviera                                                        | PPE-DE    |
| Nirj Deva                              | Regno Unito | Partito Conservatore                                                                       | PPE-DE    |
| Christine De Veyrac                    | Francia     | Unione per un Movimento Popolare                                                           | PPE-DE    |
| Mia De Vits                            | Belgio      | Partito Socialista Differente                                                              | PSE       |
| Agustín Díaz De Mera García Consuegra  | Spagna      | Partito Popolare                                                                           | PPE-DE    |
| Jolanta Dičkutė                        | Lituania    | Partito del Lavoro                                                                         | ALDE      |
| Gintaras Didžiokas                     | Lituania    | Unione dei Partiti dei Contadini e della Nuova Democrazia (Partito della Nuova Democrazia) | UEN       |
| Rosa Díez González                     | Spagna      | Partito Socialista Operaio Spagnolo                                                        | PSE       |
| Koenraad Dillen                        | Belgio      | Blocco Fiammingo                                                                           | NI        |
| Giorgos Dimitrakopoulos                | Grecia      | Nuova Democrazia                                                                           | PPE-DE    |
| Armando Dionisi                        | Italia      | Unione dei Democratici Cristiani e di Centro                                               | PPE-DE    |
| Antonio Di Pietro                      | Italia      | Lista Di Pietro - Occhetto                                                                 | ALDE      |
| Alexandra Dobolyi                      | Ungheria    | Partito Socialista Ungherese                                                               | PSE       |
| Valdis Dombrovskis                     | Lettonia    | Nuova Era                                                                                  | PPE-DE    |
| Bert Doorn                             | Paesi Bassi | Appello Cristiano Democratico                                                              | PPE-DE    |
| Brigitte Douay                         | Francia     | Partito Socialista                                                                         | PSE       |
| Den Dover                              | Regno Unito | Partito Conservatore                                                                       | PPE-DE    |
| Avril Doyle                            | Irlanda     | Fine Gael                                                                                  | PPE-DE    |
| Mojca Drčar Murko                      | Slovenia    | Democrazia Liberale di Slovenia                                                            | ALDE      |
| Petr Duchoň                            | Rep. Ceca   | Partito Democratico Civico                                                                 | PPE-DE    |
| Andrew Duff                            | Regno Unito | Liberal Democratici                                                                        | ALDE      |
| Bárbara Dührkop                        | Spagna      | Partito Socialista Operaio Spagnolo                                                        | PSE       |
| Garrelt Duin                           | Germania    | Partito Socialdemocratico di Germania                                                      | PSE       |
| Árpád Duka-Zólyomi                     | Slovacchia  | Partito della Coalizione Ungherese                                                         | PPE-DE    |
| Antoine Duquesne                       | Belgio      | Movimento Riformatore                                                                      | ALDE      |
| Michl Ebner                            | Italia      | Südtiroler Volkspartei                                                                     | PPE-DE    |
| Christian Ehler                        | Germania    | Unione Cristiano-Democratica di Germania                                                   | PPE-DE    |
| Lena Ek                                | Svezia      | Partito di Centro                                                                          | ALDE      |
| Saïd El Khadraoui                      | Belgio      | Partito Socialista Differente                                                              | PSE       |
| James Elles                            | Regno Unito | Partito Conservatore                                                                       | PPE-DE    |
| Maria Da Assunção Esteves              | Portogallo  | Partito Social Democratico                                                                 | PPE-DE    |
| Edite Estrela                          | Portogallo  | Partito Socialista                                                                         | PSE       |
| Harald Ettl                            | Austria     | Partito Socialdemocratico d'Austria                                                        | PSE       |
| Camiel Eurlings                        | Paesi Bassi | Appello Cristiano Democratico                                                              | PPE-DE    |
| Jill Evans                             | Regno Unito | Plaid Cymru                                                                                | Verdi/ALE |
| Jonathan Evans                         | Regno Unito | Partito Conservatore                                                                       | PPE-DE    |
| Robert Evans                           | Regno Unito | Partito Laburista                                                                          | PSE       |
| Hynek Fajmon                           | Rep. Ceca   | Partito Democratico Civico                                                                 | PPE-DE    |
| Richard Falbr                          | Rep. Ceca   | Partito Social Democratico Ceco                                                            | PSE       |
| Nigel Farage                           | Regno Unito | Partito per l'Indipendenza del Regno Unito                                                 | IND/DEM   |
| Carlo Fatuzzo                          | Italia      | Partito Pensionati                                                                         | PPE-DE    |
| Claudio Fava                           | Italia      | Uniti nell'Ulivo (Democratici di Sinistra)                                                 | PSE       |
| Szabolcs Fazakas                       | Ungheria    | Partito Socialista Ungherese                                                               | PSE       |
| Markus Ferber                          | Germania    | Unione Cristiano-Sociale in Baviera                                                        | PPE-DE    |
| Emanuel Jardim Fernandes               | Portogallo  | Partito Socialista                                                                         | PSE       |
| Fernando Fernández Martín              | Spagna      | Partito Popolare                                                                           | PPE-DE    |
| Anne Ferreira                          | Francia     | Partito Socialista                                                                         | PSE       |
| Elisa Ferreira                         | Portogallo  | Partito Socialista                                                                         | PSE       |
| Ilda Figueiredo                        | Portogallo  | Coalizione Democratica Unitaria (Partito Comunista Portoghese)                             | GUE/NGL   |
| Christofer Fjellner                    | Svezia      | Partito Moderato                                                                           | PPE-DE    |
| Věra Flasarová                         | Rep. Ceca   | Partito Comunista di Boemia e Moravia                                                      | GUE/NGL   |
| Monika Flašíková Beňová                | Slovacchia  | Direzione - Socialdemocrazia                                                               | PSE       |
| Hélène Flautre                         | Francia     | I Verdi                                                                                    | Verdi/ALE |
| Karl-Heinz Florenz                     | Germania    | Unione Cristiano-Democratica di Germania                                                   | PPE-DE    |
| Alessandro Foglietta                   | Italia      | Alleanza Nazionale                                                                         | UEN       |
| Nicole Fontaine                        | Francia     | Unione per un Movimento Popolare                                                           | PPE-DE    |
| Glyn Ford                              | Regno Unito | Partito Laburista                                                                          | PSE       |
| Anna Elżbieta Fotyga                   | Polonia     | Diritto e Giustizia                                                                        | UEN       |
| Janelly Fourtou                        | Francia     | Unione per la Democrazia Francese                                                          | ALDE      |
| Carmen Fraga Estévez                   | Spagna      | Partito Popolare                                                                           | PPE-DE    |
| Monica Frassoni                        | Italia      | Federazione dei Verdi                                                                      | Verdi/ALE |
| Duarte Freitas                         | Portogallo  | Partito Social Democratico                                                                 | PPE-DE    |
| Ingo Friedrich                         | Germania    | Unione Cristiano-Sociale in Baviera                                                        | PPE-DE    |
| Jean-Claude Fruteau                    | Francia     | Partito Socialista                                                                         | PSE       |
| Michael Gahler                         | Germania    | Unione Cristiano-Democratica di Germania                                                   | PPE-DE    |
| Kinga Gál                              | Ungheria    | Fidesz - Unione Civica Ungherese                                                           | PPE-DE    |
| Milan Gaľa                             | Slovacchia  | Unione Democratica e Cristiana Slovacca - Partito Democratico                              | PPE-DE    |
| Gerardo Galeote                        | Spagna      | Partito Popolare                                                                           | PPE-DE    |
| José Manuel García-Margallo y Marfil   | Spagna      | Partito Popolare                                                                           | PPE-DE    |
| Iratxe García Pérez                    | Spagna      | Partito Socialista Operaio Spagnolo                                                        | PSE       |
| Giuseppe Gargani                       | Italia      | Forza Italia                                                                               | PPE-DE    |
| Salvador Garriga Polledo               | Spagna      | Partito Popolare                                                                           | PPE-DE    |
| Patrick Gaubert                        | Francia     | Unione per un Movimento Popolare                                                           | PPE-DE    |
| Jean-Paul Gauzès                       | Francia     | Unione per un Movimento Popolare                                                           | PPE-DE    |
| Jas Gawronski                          | Italia      | Forza Italia                                                                               | PPE-DE    |
| Evelyne Gebhardt                       | Germania    | Partito Socialdemocratico di Germania                                                      | PSE       |
| Eugenijus Gentvilas                    | Lituania    | Unione dei Liberali e di Centro                                                            | ALDE      |
| Bronisław Geremek                      | Polonia     | Unione della Libertà                                                                       | ALDE      |
| Lidia Joanna Geringer De Oedenberg     | Polonia     | SLD - UP (Alleanza della Sinistra Democratica)                                             | PSE       |
| Claire Gibault                         | Francia     | Unione per la Democrazia Francese                                                          | ALDE      |
| Adam Gierek                            | Polonia     | SLD - UP (Unione del Lavoro)                                                               | PSE       |
| Maciej Marian Giertych                 | Polonia     | Lega delle Famiglie Polacche                                                               | IND/DEM   |
| Neena Gill                             | Regno Unito | Partito Laburista                                                                          | PSE       |
| Ioannis Gklavakis                      | Grecia      | Nuova Democrazia                                                                           | PPE-DE    |
| Norbert Glante                         | Germania    | Partito Socialdemocratico di Germania                                                      | PSE       |
| Béla Glattfelder                       | Ungheria    | Fidesz - Unione Civica Ungherese                                                           | PPE-DE    |
| Robert Goebbels                        | Lussemburgo | Partito Operaio Socialista Lussemburghese                                                  | PSE       |
| Lutz Goepel                            | Germania    | Unione Cristiano-Democratica di Germania                                                   | PPE-DE    |
| Bogdan Golik                           | Polonia     | Autodifesa della Repubblica Polacca                                                        | NI        |
| Bruno Gollnisch                        | Francia     | Fronte Nazionale                                                                           | NI        |
| Ana Gomes                              | Portogallo  | Partito Socialista                                                                         | PSE       |
| Alfred Gomolka                         | Germania    | Unione Cristiano-Democratica di Germania                                                   | PPE-DE    |
| Hélène Goudin                          | Svezia      | Lista di Giugno                                                                            | IND/DEM   |
| Genowefa Grabowska                     | Polonia     | Socialdemocrazia di Polonia                                                                | PSE       |
| Dariusz Maciej Grabowski               | Polonia     | Lega delle Famiglie Polacche                                                               | IND/DEM   |
| Vasco Graça Moura                      | Portogallo  | Partito Social Democratico                                                                 | PPE-DE    |
| Friedrich-Wilhelm Graefe Zu Baringdorf | Germania    | Alleanza 90/I Verdi                                                                        | Verdi/ALE |
| Luis De Grandes Pascual                | Spagna      | Partito Popolare                                                                           | PPE-DE    |
| Ingeborg Grässle                       | Germania    | Unione Cristiano-Democratica di Germania                                                   | PPE-DE    |
| Louis Grech                            | Malta       | Partito Laburista                                                                          | PSE       |
| Nathalie Griesbeck                     | Francia     | Unione per la Democrazia Francese                                                          | ALDE      |
| Elly De Groen-Kouwenhoven              | Paesi Bassi | Europa Trasparente                                                                         | Verdi/ALE |
| Lissy Gröner                           | Germania    | Partito Socialdemocratico di Germania                                                      | PSE       |
| Mathieu Grosch                         | Belgio      | Partito Cristiano Sociale                                                                  | PPE-DE    |
| Françoise Grossetête                   | Francia     | Unione per un Movimento Popolare                                                           | PPE-DE    |
| Lilli Gruber                           | Italia      | Uniti nell'Ulivo (Indipendente)                                                            | PSE       |
| Ignasi Guardans Cambó                  | Spagna      | Popoli d'Europa (Convergenza Democratica di Catalogna)                                     | ALDE      |
| Ambroise Guellec                       | Francia     | Unione per un Movimento Popolare                                                           | PPE-DE    |
| Umberto Guidoni                        | Italia      | Partito dei Comunisti Italiani                                                             | GUE/NGL   |
| Zita Gurmai                            | Ungheria    | Partito Socialista Ungherese                                                               | PSE       |
| Cristina Gutiérrez-Cortines            | Spagna      | Partito Popolare                                                                           | PPE-DE    |
| Catherine Guy-Quint                    | Francia     | Partito Socialista                                                                         | PSE       |
| András Gyürk                           | Ungheria    | Fidesz - Unione Civica Ungherese                                                           | PPE-DE    |
| Fiona Hall                             | Regno Unito | Liberal Democratici                                                                        | ALDE      |
| David Hammerstein                      | Spagna      | Partito Socialista Operaio Spagnolo (I Verdi)                                              | Verdi/ALE |
| Benoît Hamon                           | Francia     | Partito Socialista                                                                         | PSE       |
| Małgorzata Handzlik                    | Polonia     | Piattaforma Civica                                                                         | PPE-DE    |
| Daniel Hannan                          | Regno Unito | Partito Conservatore                                                                       | PPE-DE    |
| Klaus Hänsch                           | Germania    | Partito Socialdemocratico di Germania                                                      | PSE       |
| Gábor Harangozó                        | Ungheria    | Partito Socialista Ungherese                                                               | PSE       |
| Malcolm Harbour                        | Regno Unito | Partito Conservatore                                                                       | PPE-DE    |
| Marian Harkin                          | Irlanda     | Indipendente                                                                               | ALDE      |
| Rebecca Harms                          | Germania    | Alleanza 90/I Verdi                                                                        | Verdi/ALE |
| Satu Hassi                             | Finlandia   | Lega Verde                                                                                 | Verdi/ALE |
| Konstantinos Hatzidakis                | Grecia      | Nuova Democrazia                                                                           | PPE-DE    |
| Jutta Haug                             | Germania    | Partito Socialdemocratico di Germania                                                      | PSE       |
| Adeline Hazan                          | Francia     | Partito Socialista                                                                         | PSE       |
| Christopher Heaton-Harris              | Regno Unito | Partito Conservatore                                                                       | PPE-DE    |
| Anna Hedh                              | Svezia      | Partito Socialdemocratico dei Lavoratori di Svezia                                         | PSE       |
| Ewa Hedkvist Petersen                  | Svezia      | Partito Socialdemocratico dei Lavoratori di Svezia                                         | PSE       |
| Gyula Hegyi                            | Ungheria    | Partito Socialista Ungherese                                                               | PSE       |
| Roger Helmer                           | Regno Unito | Partito Conservatore                                                                       | PPE-DE    |
| Jacky Hénin                            | Francia     | Partito Comunista Francese                                                                 | GUE/NGL   |
| Erna Hennicot-Schoepges                | Lussemburgo | Partito Popolare Cristiano Sociale                                                         | PPE-DE    |
| Jeanine Hennis-Plasschaert             | Paesi Bassi | Partito Popolare per la Libertà e la Democrazia                                            | ALDE      |
| Edit Herczog                           | Ungheria    | Partito Socialista Ungherese                                                               | PSE       |
| Esther Herranz García                  | Spagna      | Partito Popolare                                                                           | PPE-DE    |
| Luis Herrero-Tejedor                   | Spagna      | Partito Popolare                                                                           | PPE-DE    |
| Ruth Hieronymi                         | Germania    | Unione Cristiano-Democratica di Germania                                                   | PPE-DE    |
| Jim Higgins                            | Irlanda     | Fine Gael                                                                                  | PPE-DE    |
| Gunnar Hökmark                         | Svezia      | Partito Moderato                                                                           | PPE-DE    |
| Mary Honeyball                         | Regno Unito | Partito Laburista                                                                          | PSE       |
| Karsten Friedrich Hoppenstedt          | Germania    | Unione Cristiano-Democratica di Germania                                                   | PPE-DE    |
| Milan Horáček                          | Germania    | Alleanza 90/I Verdi                                                                        | Verdi/ALE |
| Brice Hortefeux                        | Francia     | Unione per un Movimento Popolare                                                           | PPE-DE    |
| Richard Howitt                         | Regno Unito | Partito Laburista                                                                          | PSE       |
| Ján Hudacký                            | Slovacchia  | Movimento Cristiano-Democratico                                                            | PPE-DE    |
| Ian Hudghton                           | Regno Unito | Partito Nazionale Scozzese                                                                 | Verdi/ALE |
| Stephen Hughes                         | Regno Unito | Partito Laburista                                                                          | PSE       |
| Christopher Huhne                      | Regno Unito | Liberal Democratici                                                                        | ALDE      |
| Alain Hutchinson                       | Belgio      | Partito Socialista                                                                         | PSE       |
| Jana Hybášková                         | Rep. Ceca   | SNK Democratici Europei                                                                    | PPE-DE    |
| Anna Ibrisagic                         | Svezia      | Partito Moderato                                                                           | PPE-DE    |
| Toomas Hendrik Ilves                   | Estonia     | Partito Socialdemocratico                                                                  | PSE       |
| Sophie in 't Veld                      | Paesi Bassi | Democratici 66                                                                             | ALDE      |
| Marie-Anne Isler-Béguin                | Francia     | I Verdi                                                                                    | Verdi/ALE |
| Ville Itälä                            | Finlandia   | Partito di Coalizione Nazionale                                                            | PPE-DE    |
| Carlos Iturgaiz                        | Spagna      | Partito Popolare                                                                           | PPE-DE    |
| Anneli Jäätteenmäki                    | Finlandia   | Partito di Centro Finlandese                                                               | ALDE      |
| Caroline Jackson                       | Regno Unito | Partito Conservatore                                                                       | PPE-DE    |
| Stanisław Jałowiecki                   | Polonia     | Piattaforma Civica                                                                         | PPE-DE    |
| Mieczysław Edmund Janowski             | Polonia     | Diritto e Giustizia                                                                        | UEN       |
| Lívia Járóka                           | Ungheria    | Fidesz - Unione Civica Ungherese                                                           | PPE-DE    |
| Georg Jarzembowski                     | Germania    | Unione Cristiano-Democratica di Germania                                                   | PPE-DE    |
| Elisabeth Jeggle                       | Germania    | Unione Cristiano-Democratica di Germania                                                   | PPE-DE    |
| Anne Elisabet Jensen                   | Danimarca   | Venstre                                                                                    | ALDE      |
| Bernat Joan i Marí                     | Spagna      | Europa dei Popoli (Sinistra Repubblicana di Catalogna)                                     | Verdi/ALE |
| Pierre Jonckheer                       | Belgio      | Ecolo                                                                                      | Verdi/ALE |
| Karin Jöns                             | Germania    | Partito Socialdemocratico di Germania                                                      | PSE       |
| Romana Jordan                          | Slovenia    | Partito Democratico Sloveno                                                                | PPE-DE    |
| Dan Jørgensen                          | Danimarca   | Socialdemocratici                                                                          | PSE       |
| Jelko Kacin                            | Slovenia    | Democrazia Liberale di Slovenia                                                            | ALDE      |
| Filip Kaczmarek                        | Polonia     | Piattaforma Civica                                                                         | PPE-DE    |
| Gisela Kallenbach                      | Germania    | Alleanza 90/I Verdi                                                                        | Verdi/ALE |
| Michał Tomasz Kamiński                 | Polonia     | Diritto e Giustizia                                                                        | UEN       |
| Othmar Karas                           | Austria     | Partito Popolare Austriaco                                                                 | PPE-DE    |
| Georgios Karatzaferis                  | Grecia      | Raggruppamento Popolare Ortodosso                                                          | IND/DEM   |
| Sajjad Karim                           | Regno Unito | Liberal Democratici                                                                        | ALDE      |
| Ioannis Kasoulides                     | Cipro       | Raggruppamento Democratico                                                                 | PPE-DE    |
| Sylvia-Yvonne Kaufmann                 | Germania    | Partito del Socialismo Democratico                                                         | GUE/NGL   |
| Piia-Noora Kauppi                      | Finlandia   | Partito di Coalizione Nazionale                                                            | PPE-DE    |
| Tunne Kelam                            | Estonia     | Unione della Patria                                                                        | PPE-DE    |
| Robert Kilroy-Silk                     | Regno Unito | Partito per l'Indipendenza del Regno Unito                                                 | IND/DEM   |
| Heinz Kindermann                       | Germania    | Partito Socialdemocratico di Germania                                                      | PSE       |
| Glenys Kinnock                         | Regno Unito | Partito Laburista                                                                          | PSE       |
| Timothy Kirkhope                       | Regno Unito | Partito Conservatore                                                                       | PPE-DE    |
| Ewa Klamt                              | Germania    | Unione Cristiano-Democratica di Germania                                                   | PPE-DE    |
| Christa Klass                          | Germania    | Unione Cristiano-Democratica di Germania                                                   | PPE-DE    |
| Bogdan Klich                           | Polonia     | Piattaforma Civica                                                                         | PPE-DE    |
| Wolf Klinz                             | Germania    | Partito Liberale Democratico                                                               | ALDE      |
| Roger Knapman                          | Regno Unito | Partito per l'Indipendenza del Regno Unito                                                 | IND/DEM   |
| Dieter-Lebrecht Koch                   | Germania    | Unione Cristiano-Democratica di Germania                                                   | PPE-DE    |
| Silvana Koch-Mehrin                    | Germania    | Partito Liberale Democratico                                                               | ALDE      |
| Jaromír Kohlíček                       | Rep. Ceca   | Partito Comunista di Boemia e Moravia                                                      | GUE/NGL   |
| Christoph Konrad                       | Germania    | Unione Cristiano-Democratica di Germania                                                   | PPE-DE    |
| Eija-Riitta Korhola                    | Finlandia   | Partito di Coalizione Nazionale                                                            | PPE-DE    |
| Magda Kósáné Kovács                    | Ungheria    | Partito Socialista Ungherese                                                               | PSE       |
| Miloš Koterec                          | Slovacchia  | Direzione - Socialdemocrazia                                                               | PSE       |
| Sergej Kozlík                          | Slovacchia  | Partito Popolare - Movimento per una Slovacchia Democratica                                | NI        |
| Holger Krahmer                         | Germania    | Partito Liberale Democratico                                                               | ALDE      |
| Ole Krarup                             | Danimarca   | Movimento Popolare contro l'UE                                                             | GUE/NGL   |
| Guntars Krasts                         | Lettonia    | Per la Patria e la Libertà/LNNK                                                            | UEN       |
| Rodi Kratsa-Tsagaropoulou              | Grecia      | Nuova Democrazia                                                                           | PPE-DE    |
| Constanze Krehl                        | Germania    | Partito Socialdemocratico di Germania                                                      | PSE       |
| Wolfgang Kreissl-Dörfler               | Germania    | Partito Socialdemocratico di Germania                                                      | PSE       |
| Henrik Dam Kristensen                  | Danimarca   | Socialdemocratici                                                                          | PSE       |
| Ģirts Valdis Kristovskis               | Lettonia    | Per la Patria e la Libertà/LNNK                                                            | UEN       |
| Urszula Krupa                          | Polonia     | Lega delle Famiglie Polacche                                                               | IND/DEM   |
| Wiesław Stefan Kuc                     | Polonia     | Autodifesa della Repubblica Polacca                                                        | NI        |
| Barbara Kudrycka                       | Polonia     | Piattaforma Civica                                                                         | PPE-DE    |
| Helmut Kuhne                           | Germania    | Partito Socialdemocratico di Germania                                                      | PSE       |
| Jan Jerzy Kułakowski                   | Polonia     | Unione della Libertà                                                                       | ALDE      |
| Aldis Kušķis                           | Lettonia    | Nuova Era                                                                                  | PPE-DE    |
| Sepp Kusstatscher                      | Italia      | Federazione dei Verdi                                                                      | Verdi/ALE |
| Zbigniew Kuźmiuk                       | Polonia     | Partito Popolare Polacco                                                                   | PPE-DE    |
| Joost Lagendijk                        | Paesi Bassi | Sinistra Verde                                                                             | Verdi/ALE |
| André Laignel                          | Francia     | Partito Socialista                                                                         | PSE       |
| Alain Lamassoure                       | Francia     | Unione per un Movimento Popolare                                                           | PPE-DE    |
| Jean Lambert                           | Regno Unito | Partito Verde di Inghilterra e Galles                                                      | Verdi/ALE |
| Stavros Lambrinidis                    | Grecia      | Movimento Socialista Panellenico                                                           | PSE       |
| Alexander Graf Lambsdorff              | Germania    | Partito Liberale Democratico                                                               | ALDE      |
| Vytautas Landsbergis                   | Lituania    | Unione della Patria - Conservatori di Lituania                                             | PPE-DE    |
| Carl Lang                              | Francia     | Fronte Nazionale                                                                           | NI        |
| Werner Langen                          | Germania    | Unione Cristiano-Democratica di Germania                                                   | PPE-DE    |
| Raymond Langendries                    | Belgio      | Centro Democratico Umanista                                                                | PPE-DE    |
| Anne Laperrouze                        | Francia     | Unione per la Democrazia Francese                                                          | ALDE      |
| Romano Maria La Russa                  | Italia      | Alleanza Nazionale                                                                         | UEN       |
| Armin Laschet                          | Germania    | Unione Cristiano-Democratica di Germania                                                   | PPE-DE    |
| Kurt Joachim Lauk                      | Germania    | Unione Cristiano-Democratica di Germania                                                   | PPE-DE    |
| Henrik Lax                             | Finlandia   | Partito Popolare Svedese                                                                   | ALDE      |
| Kurt Lechner                           | Germania    | Unione Cristiano-Democratica di Germania                                                   | PPE-DE    |
| Stéphane Le Foll                       | Francia     | Partito Socialista                                                                         | PSE       |
| Bernard Lehideux                       | Francia     | Unione per la Democrazia Francese                                                          | ALDE      |
| Klaus-Heiner Lehne                     | Germania    | Unione Cristiano-Democratica di Germania                                                   | PPE-DE    |
| Lasse Lehtinen                         | Finlandia   | Partito Socialdemocratico Finlandese                                                       | PSE       |
| Jörg Leichtfried                       | Austria     | Partito Socialdemocratico d'Austria                                                        | PSE       |
| Jo Leinen                              | Germania    | Partito Socialdemocratico di Germania                                                      | PSE       |
| Jean-Marie Le Pen                      | Francia     | Fronte Nazionale                                                                           | NI        |
| Marine Le Pen                          | Francia     | Fronte Nazionale                                                                           | NI        |
| Enrico Letta                           | Italia      | Uniti nell'Ulivo (La Margherita)                                                           | ALDE      |
| Katalin Lévai                          | Ungheria    | Partito Socialista Ungherese                                                               | PSE       |
| Janusz Lewandowski                     | Polonia     | Piattaforma Civica                                                                         | PPE-DE    |
| Bogusław Liberadzki                    | Polonia     | SLD - UP (Alleanza della Sinistra Democratica)                                             | PSE       |
| Marcin Libicki                         | Polonia     | Diritto e Giustizia                                                                        | UEN       |
| Eva Lichtenberger                      | Austria     | I Verdi                                                                                    | Verdi/ALE |
| Marie-Noëlle Lienemann                 | Francia     | Partito Socialista                                                                         | PSE       |
| Peter Liese                            | Germania    | Unione Cristiano-Democratica di Germania                                                   | PPE-DE    |
| Kartika Tamara Liotard                 | Paesi Bassi | Partito Socialista                                                                         | GUE/NGL   |
| Alain Lipietz                          | Francia     | I Verdi                                                                                    | Verdi/ALE |
| Pia Elda Locatelli                     | Italia      | Uniti nell'Ulivo (Socialisti Democratici Italiani)                                         | PSE       |
| Raffaele Lombardo                      | Italia      | Unione dei Democratici Cristiani e di Centro                                               | PPE-DE    |
| Antonio López-Istúriz White            | Spagna      | Partito Popolare                                                                           | PPE-DE    |
| Patrick Louis                          | Francia     | Movimento per la Francia                                                                   | IND/DEM   |
| Caroline Lucas                         | Regno Unito | Partito Verde di Inghilterra e Galles                                                      | Verdi/ALE |
| Baroness Sarah Ludford                 | Regno Unito | Liberal Democratici                                                                        | ALDE      |
| Astrid Lulling                         | Lussemburgo | Partito Popolare Cristiano Sociale                                                         | PPE-DE    |
| Nils Lundgren                          | Svezia      | Lista di Giugno                                                                            | IND/DEM   |
| Elizabeth Lynne                        | Regno Unito | Liberal Democratici                                                                        | ALDE      |
| Albert Jan Maat                        | Paesi Bassi | Appello Cristiano Democratico                                                              | PPE-DE    |
| Jules Maaten                           | Paesi Bassi | Partito Popolare per la Libertà e la Democrazia                                            | ALDE      |
| Linda Mcavan                           | Regno Unito | Partito Laburista                                                                          | PSE       |
| Arlene Mccarthy                        | Regno Unito | Partito Laburista                                                                          | PSE       |
| Mary Lou Mcdonald                      | Irlanda     | Sinn Féin                                                                                  | GUE/NGL   |
| Mairead McGuinness                     | Irlanda     | Fine Gael                                                                                  | PPE-DE    |
| Edward Mcmillan-Scott                  | Regno Unito | Partito Conservatore                                                                       | PPE-DE    |
| Jamila Madeira                         | Portogallo  | Partito Socialista                                                                         | PSE       |
| Cecilia Malmström                      | Svezia      | Partito Popolare Liberale                                                                  | ALDE      |
| Toine Manders                          | Paesi Bassi | Partito Popolare per la Libertà e la Democrazia                                            | ALDE      |
| Vladimír Maňka                         | Slovacchia  | Direzione - Socialdemocrazia                                                               | PSE       |
| Erika Mann                             | Germania    | Partito Socialdemocratico di Germania                                                      | PSE       |
| Thomas Mann                            | Germania    | Unione Cristiano-Democratica di Germania                                                   | PPE-DE    |
| Diamantō Manōlakou                     | Grecia      | Partito Comunista di Grecia                                                                | GUE/NGL   |
| Mario Mantovani                        | Italia      | Forza Italia                                                                               | PPE-DE    |
| Helmuth Markov                         | Germania    | Partito del Socialismo Democratico                                                         | GUE/NGL   |
| Sérgio Marques                         | Portogallo  | Partito Social Democratico                                                                 | PPE-DE    |
| Maria Martens                          | Paesi Bassi | Appello Cristiano Democratico                                                              | PPE-DE    |
| David Martin                           | Regno Unito | Partito Laburista                                                                          | PSE       |
| Hans-Peter Martin                      | Austria     | Lista Hans-Peter Martin                                                                    | NI        |
| Jean-Claude Martinez                   | Francia     | Fronte Nazionale                                                                           | NI        |
| Miguel Angel Martínez Martínez         | Spagna      | Partito Socialista Operaio Spagnolo                                                        | PSE       |
| Jan Tadeusz Masiel                     | Polonia     | Autodifesa della Repubblica Polacca                                                        | NI        |
| Antonio Masip Hidalgo                  | Spagna      | Partito Socialista Operaio Spagnolo                                                        | PSE       |
| Jiří Maštálka                          | Rep. Ceca   | Partito Comunista di Boemia e Moravia                                                      | GUE/NGL   |
| Edith Mastenbroek                      | Paesi Bassi | Partito del Lavoro                                                                         | PSE       |
| Véronique Mathieu Houillon             | Francia     | Unione per un Movimento Popolare                                                           | PPE-DE    |
| Ana Mato Adrover                       | Spagna      | Partito Popolare                                                                           | PPE-DE    |
| Marios Matsakis                        | Cipro       | Partito Democratico                                                                        | ALDE      |
| Yiannakis Matsis                       | Cipro       | Per l'Europa                                                                               | PPE-DE    |
| Maria Matsouka                         | Grecia      | Movimento Socialista Panellenico                                                           | PSE       |
| Mario Mauro                            | Italia      | Forza Italia                                                                               | PPE-DE    |
| Manolis Mavrommatis                    | Grecia      | Nuova Democrazia                                                                           | PPE-DE    |
| Hans-Peter Mayer                       | Germania    | Unione Cristiano-Democratica di Germania                                                   | PPE-DE    |
| Jaime Mayor Oreja                      | Spagna      | Partito Popolare                                                                           | PPE-DE    |
| Manuel Medina Ortega                   | Spagna      | Partito Socialista Operaio Spagnolo                                                        | PSE       |
| Erik Meijer                            | Paesi Bassi | Partito Socialista                                                                         | GUE/NGL   |
| Íñigo Méndez De Vigo                   | Spagna      | Partito Popolare                                                                           | PPE-DE    |
| Emilio Menéndez Del Valle              | Spagna      | Partito Socialista Operaio Spagnolo                                                        | PSE       |
| Willy Meyer                            | Spagna      | La Sinistra (Sinistra Unita)                                                               | GUE/NGL   |
| Rosa Miguélez Ramos                    | Spagna      | Partito Socialista Operaio Spagnolo                                                        | PSE       |
| Marianne Mikko                         | Estonia     | Partito Socialdemocratico                                                                  | PSE       |
| Miroslav Mikolášik                     | Slovacchia  | Movimento Cristiano-Democratico                                                            | PPE-DE    |
| Francisco José Millán Mon              | Spagna      | Partito Popolare                                                                           | PPE-DE    |
| Gay Mitchell                           | Irlanda     | Fine Gael                                                                                  | PPE-DE    |
| Andreas Mölzer                         | Austria     | Partito della Libertà Austriaco                                                            | NI        |
| Cristóbal Montoro                      | Spagna      | Partito Popolare                                                                           | PPE-DE    |
| Claude Moraes                          | Regno Unito | Partito Laburista                                                                          | PSE       |
| Javier Moreno Sánchez                  | Spagna      | Partito Socialista Operaio Spagnolo                                                        | PSE       |
| Eluned Morgan                          | Regno Unito | Partito Laburista                                                                          | PSE       |
| Luisa Morgantini                       | Italia      | Rifondazione Comunista                                                                     | GUE/NGL   |
| Philippe Morillon                      | Francia     | Unione per la Democrazia Francese                                                          | ALDE      |
| Pierre Moscovici                       | Francia     | Partito Socialista                                                                         | PSE       |
| Ashley Mote                            | Regno Unito | Partito per l'Indipendenza del Regno Unito                                                 | NI        |
| Jan Mulder                             | Paesi Bassi | Partito Popolare per la Libertà e la Democrazia                                            | ALDE      |
| Roberto Musacchio                      | Italia      | Rifondazione Comunista                                                                     | GUE/NGL   |
| Cristiana Muscardini                   | Italia      | Alleanza Nazionale                                                                         | UEN       |
| Joseph Muscat                          | Malta       | Partito Laburista                                                                          | PSE       |
| Francesco Musotto                      | Italia      | Forza Italia                                                                               | PPE-DE    |
| Alessandra Mussolini                   | Italia      | Alternativa Sociale                                                                        | NI        |
| Sebastiano Musumeci                    | Italia      | Alleanza Nazionale                                                                         | UEN       |
| Riitta Myller                          | Finlandia   | Partito Socialdemocratico Finlandese                                                       | PSE       |
| Pasqualina Napoletano                  | Italia      | Uniti nell'Ulivo (Democratici di Sinistra)                                                 | PSE       |
| Hartmut Nassauer                       | Germania    | Unione Cristiano-Democratica di Germania                                                   | PPE-DE    |
| Mike Nattrass                          | Regno Unito | Partito per l'Indipendenza del Regno Unito                                                 | IND/DEM   |
| Robert Navarro                         | Francia     | Partito Socialista                                                                         | PSE       |
| Bill Newton Dunn                       | Regno Unito | Liberal Democratici                                                                        | ALDE      |
| Annemie Neyts-Uyttebroeck              | Belgio      | Liberali e Democratici Fiamminghi                                                          | ALDE      |
| James Nicholson                        | Regno Unito | Partito Unionista dell'Ulster                                                              | PPE-DE    |
| Baroness Nicholson of Winterbourne     | Regno Unito | Liberal Democratici                                                                        | ALDE      |
| Angelika Niebler                       | Germania    | Unione Cristiano-Sociale in Baviera                                                        | PPE-DE    |
| Ljudmila Novak                         | Slovenia    | Nuova Slovenia - Partito Popolare Cristiano                                                | PPE-DE    |
| Raimon Obiols                          | Spagna      | Partito Socialista Operaio Spagnolo                                                        | PSE       |
| Vural Öger                             | Germania    | Partito Socialdemocratico di Germania                                                      | PSE       |
| Péter Olajos                           | Ungheria    | Forum Democratico Ungherese                                                                | PPE-DE    |
| Jan Olbrycht                           | Polonia     | Piattaforma Civica                                                                         | PPE-DE    |
| Seán Ó Neachtain                       | Irlanda     | Fianna Fáil                                                                                | UEN       |
| Gérard Onesta                          | Francia     | I Verdi                                                                                    | Verdi/ALE |
| Janusz Onyszkiewicz                    | Polonia     | Unione della Libertà                                                                       | ALDE      |
| Ria Oomen-Ruijten                      | Paesi Bassi | Appello Cristiano Democratico                                                              | PPE-DE    |
| Josu Ortuondo Larrea                   | Spagna      | Popoli d'Europa (Partito Nazionalista Basco)                                               | ALDE      |
| Csaba Őry                              | Ungheria    | Fidesz - Unione Civica Ungherese                                                           | PPE-DE    |
| Miroslav Ouzký                         | Rep. Ceca   | Partito Democratico Civico                                                                 | PPE-DE    |
| Siiri Oviir                            | Estonia     | Partito di Centro Estone                                                                   | ALDE      |
| Cem Özdemir                            | Germania    | Alleanza 90/I Verdi                                                                        | Verdi/ALE |
| Reino Paasilinna                       | Finlandia   | Partito Socialdemocratico Finlandese                                                       | PSE       |
| Doris Pack                             | Germania    | Unione Cristiano-Democratica di Germania                                                   | PPE-DE    |
| Athanasios Pafilīs                     | Grecia      | Partito Comunista di Grecia                                                                | GUE/NGL   |
| Borut Pahor                            | Slovenia    | Socialdemocratici                                                                          | PSE       |
| Justas Vincas Paleckis                 | Lituania    | Partito Socialdemocratico di Lituania                                                      | PSE       |
| István Pálfi                           | Ungheria    | Fidesz - Unione Civica Ungherese                                                           | PPE-DE    |
| Marie Panayotopoulos-Cassiotou         | Grecia      | Nuova Democrazia                                                                           | PPE-DE    |
| Marco Pannella                         | Italia      | Lista Emma Bonino                                                                          | ALDE      |
| Pier Antonio Panzeri                   | Italia      | Uniti nell'Ulivo (Democratici di Sinistra)                                                 | PSE       |
| Dimitrios Papadimoulis                 | Grecia      | Synaspismós                                                                                | GUE/NGL   |
| Georgios Papastamkos                   | Grecia      | Nuova Democrazia                                                                           | PPE-DE    |
| Neil Parish                            | Regno Unito | Partito Conservatore                                                                       | PPE-DE    |
| Béatrice Patrie                        | Francia     | Partito Socialista                                                                         | PSE       |
| Rolandas Pavilionis                    | Lituania    | Partito dei Democratici Liberali                                                           | UEN       |
| Vincent Peillon                        | Francia     | Partito Socialista                                                                         | PSE       |
| Bogdan Pęk                             | Polonia     | Lega delle Famiglie Polacche                                                               | IND/DEM   |
| Alojz Peterle                          | Slovenia    | Nuova Slovenia - Partito Popolare Cristiano                                                | PPE-DE    |
| Tobias Pflüger                         | Germania    | Partito del Socialismo Democratico                                                         | GUE/NGL   |
| Willi Piecyk                           | Germania    | Partito Socialdemocratico di Germania                                                      | PSE       |
| Markus Pieper                          | Germania    | Unione Cristiano-Democratica di Germania                                                   | PPE-DE    |
| Rihards Pīks                           | Lettonia    | Partito Popolare                                                                           | PPE-DE    |
| João De Deus Pinheiro                  | Portogallo  | Partito Social Democratico                                                                 | PPE-DE    |
| Józef Pinior                           | Polonia     | Socialdemocrazia di Polonia                                                                | PSE       |
| Mirosław Piotrowski                    | Polonia     | Lega delle Famiglie Polacche                                                               | IND/DEM   |
| Umberto Pirilli                        | Italia      | Alleanza Nazionale                                                                         | UEN       |
| Paweł Bartłomiej Piskorski             | Polonia     | Piattaforma Civica                                                                         | PPE-DE    |
| Lapo Pistelli                          | Italia      | Uniti nell'Ulivo (La Margherita)                                                           | ALDE      |
| Gianni Pittella                        | Italia      | Uniti nell'Ulivo (Democratici di Sinistra)                                                 | PSE       |
| Francisca Pleguezuelos Aguilar         | Spagna      | Partito Socialista Operaio Spagnolo                                                        | PSE       |
| Zita Pleštinská                        | Slovacchia  | Unione Democratica e Cristiana Slovacca - Partito Democratico                              | PPE-DE    |
| Guido Podestà                          | Italia      | Forza Italia                                                                               | PPE-DE    |
| Zdzisław Zbigniew Podkański            | Polonia     | Partito Popolare Polacco                                                                   | PPE-DE    |
| Bernard Poignant                       | Francia     | Partito Socialista                                                                         | PSE       |
| Lydie Polfer                           | Lussemburgo | Partito Democratico                                                                        | ALDE      |
| Adriana Poli Bortone                   | Italia      | Alleanza Nazionale                                                                         | UEN       |
| José Javier Pomés Ruiz                 | Spagna      | Partito Popolare                                                                           | PPE-DE    |
| Miguel Portas                          | Portogallo  | Blocco di Sinistra                                                                         | GUE/NGL   |
| Bernd Posselt                          | Germania    | Unione Cristiano-Sociale in Baviera                                                        | PPE-DE    |
| Hans-Gert Pöttering                    | Germania    | Unione Cristiano-Democratica di Germania                                                   | PPE-DE    |
| Christa Prets                          | Austria     | Partito Socialdemocratico d'Austria                                                        | PSE       |
| Vittorio Prodi                         | Italia      | Uniti nell'Ulivo (La Margherita)                                                           | ALDE      |
| Jacek Protasiewicz                     | Polonia     | Piattaforma Civica                                                                         | PPE-DE    |
| John Purvis                            | Regno Unito | Partito Conservatore                                                                       | PPE-DE    |
| Luís Queiró                            | Portogallo  | CDS - Partito Popolare                                                                     | PPE-DE    |
| Godelieve Quisthoudt-Rowohl            | Germania    | Unione Cristiano-Democratica di Germania                                                   | PPE-DE    |
| Reinhard Rack                          | Austria     | Partito Popolare Austriaco                                                                 | PPE-DE    |
| Alexander Radwan                       | Germania    | Unione Cristiano-Sociale in Baviera                                                        | PPE-DE    |
| Ona Rainyté-Bodard                     | Lituania    | Partito del Lavoro                                                                         | ALDE      |
| Miloslav Ransdorf                      | Rep. Ceca   | Partito Comunista di Boemia e Moravia                                                      | GUE/NGL   |
| Bernhard Rapkay                        | Germania    | Partito Socialdemocratico di Germania                                                      | PSE       |
| Poul Nyrup Rasmussen                   | Danimarca   | Socialdemocratici                                                                          | PSE       |
| Vladimír Remek                         | Rep. Ceca   | Partito Comunista di Boemia e Moravia                                                      | GUE/NGL   |
| Karin Resetarits                       | Austria     | Lista Hans-Peter Martin                                                                    | NI        |
| Herbert Reul                           | Germania    | Unione Cristiano-Democratica di Germania                                                   | PPE-DE    |
| Marie-Line Reynaud                     | Francia     | Partito Socialista                                                                         | PSE       |
| Sérgio Ribeiro                         | Portogallo  | Coalizione Democratica Unitaria (Partito Comunista Portoghese)                             | GUE/NGL   |
| José Ribeiro e Castro                  | Portogallo  | CDS - Partito Popolare                                                                     | PPE-DE    |
| Teresa Riera Madurell                  | Spagna      | Partito Socialista Operaio Spagnolo                                                        | PSE       |
| Frédérique Ries                        | Belgio      | Movimento Riformatore                                                                      | ALDE      |
| Karin Riis-Jørgensen                   | Danimarca   | Venstre                                                                                    | ALDE      |
| Marco Rizzo                            | Italia      | Partito dei Comunisti Italiani                                                             | GUE/NGL   |
| Maria Robsahm                          | Svezia      | Partito Popolare Liberale                                                                  | ALDE      |
| Michel Rocard                          | Francia     | Partito Socialista                                                                         | PSE       |
| Bogusław Rogalski                      | Polonia     | Lega delle Famiglie Polacche                                                               | IND/DEM   |
| Zuzana Roithová                        | Rep. Ceca   | Unione Cristiana e Democratica - Partito Popolare Cecoslovacco                             | PPE-DE    |
| Luca Romagnoli                         | Italia      | Movimento Sociale Fiamma Tricolore                                                         | NI        |
| Raül Romeva i Rueda                    | Spagna      | La Sinistra (Iniziativa per la Catalogna Verdi)                                            | Verdi/ALE |
| Dariusz Rosati                         | Polonia     | Socialdemocrazia di Polonia                                                                | PSE       |
| Wojciech Roszkowski                    | Polonia     | Diritto e Giustizia                                                                        | UEN       |
| Dagmar Roth-Behrendt                   | Germania    | Partito Socialdemocratico di Germania                                                      | PSE       |
| Mechtild Rothe                         | Germania    | Partito Socialdemocratico di Germania                                                      | PSE       |
| Libor Rouček                           | Rep. Ceca   | Partito Social Democratico Ceco                                                            | PSE       |
| Martine Roure                          | Francia     | Partito Socialista                                                                         | PSE       |
| Paul Rübig                             | Austria     | Partito Popolare Austriaco                                                                 | PPE-DE    |
| Luisa Fernanda Rudi Ubeda              | Spagna      | Partito Popolare                                                                           | PPE-DE    |
| Heide Rühle                            | Germania    | Alleanza 90/I Verdi                                                                        | Verdi/ALE |
| Leopold Józef Rutowicz                 | Polonia     | Autodifesa della Repubblica Polacca                                                        | NI        |
| Eoin Ryan                              | Irlanda     | Fianna Fáil                                                                                | UEN       |
| Guido Sacconi                          | Italia      | Uniti nell'Ulivo (Democratici di Sinistra)                                                 | PSE       |
| Tokia Saïfi                            | Francia     | Unione per un Movimento Popolare                                                           | PPE-DE    |
| Aloyzas Sakalas                        | Lituania    | Partito Socialdemocratico di Lituania                                                      | PSE       |
| José Ignacio Salafranca Sánchez-Neyra  | Spagna      | Partito Popolare                                                                           | PPE-DE    |
| María Isabel Salinas García            | Spagna      | Partito Socialista Operaio Spagnolo                                                        | PSE       |
| Matteo Salvini                         | Italia      | Lega Nord                                                                                  | IND/DEM   |
| Antōnīs Samaras                        | Grecia      | Nuova Democrazia                                                                           | PPE-DE    |
| Anders Samuelsen                       | Danimarca   | Sinistra Radicale                                                                          | ALDE      |
| Antolín Sánchez Presedo                | Spagna      | Partito Socialista Operaio Spagnolo                                                        | PSE       |
| Michele Santoro                        | Italia      | Uniti nell'Ulivo (Indipendente)                                                            | PSE       |
| Manuel dos Santos                      | Portogallo  | Partito Socialista                                                                         | PSE       |
| Amalia Sartori                         | Italia      | Forza Italia                                                                               | PPE-DE    |
| Jacek Saryusz-Wolski                   | Polonia     | Piattaforma Civica                                                                         | PPE-DE    |
| Gilles Savary                          | Francia     | Partito Socialista                                                                         | PSE       |
| Toomas Savi                            | Estonia     | Partito Riformatore Estone                                                                 | ALDE      |
| Luciana Sbarbati                       | Italia      | Uniti nell'Ulivo (Movimento Repubblicani Europei)                                          | ALDE      |
| Pierre Schapira                        | Francia     | Partito Socialista                                                                         | PSE       |
| Karin Scheele                          | Austria     | Partito Socialdemocratico d'Austria                                                        | PSE       |
| Lydia Schenardi                        | Francia     | Fronte Nazionale                                                                           | NI        |
| Agnes Schierhuber                      | Austria     | Partito Popolare Austriaco                                                                 | PPE-DE    |
| Carl Schlyter                          | Svezia      | Partito Ambientalista i Verdi                                                              | Verdi/ALE |
| Frithjof Schmidt                       | Germania    | Alleanza 90/I Verdi                                                                        | Verdi/ALE |
| Ingo Schmitt                           | Germania    | Unione Cristiano-Democratica di Germania                                                   | PPE-DE    |
| Pál Schmitt                            | Ungheria    | Fidesz - Unione Civica Ungherese                                                           | PPE-DE    |
| Horst Schnellhardt                     | Germania    | Unione Cristiano-Democratica di Germania                                                   | PPE-DE    |
| György Schöpflin                       | Ungheria    | Fidesz - Unione Civica Ungherese                                                           | PPE-DE    |
| Jürgen Schröder                        | Germania    | Unione Cristiano-Democratica di Germania                                                   | PPE-DE    |
| Elisabeth Schroedter                   | Germania    | Alleanza 90/I Verdi                                                                        | Verdi/ALE |
| Martin Schulz                          | Germania    | Partito Socialdemocratico di Germania                                                      | PSE       |
| Willem Schuth                          | Germania    | Partito Liberale Democratico                                                               | ALDE      |
| Andreas Schwab                         | Germania    | Unione Cristiano-Democratica di Germania                                                   | PPE-DE    |
| Richard Seeber                         | Austria     | Partito Popolare Austriaco                                                                 | PPE-DE    |
| Gitte Seeberg                          | Danimarca   | Partito Popolare Conservatore                                                              | PPE-DE    |
| Inger Segelström                       | Svezia      | Partito Socialdemocratico dei Lavoratori di Svezia                                         | PSE       |
| Esko Seppänen                          | Finlandia   | Alleanza di Sinistra                                                                       | GUE/NGL   |
| Czesław Adam Siekierski                | Polonia     | Partito Popolare Polacco                                                                   | PPE-DE    |
| Nikolaos Sifunakis                     | Grecia      | Movimento Socialista Panellenico                                                           | PSE       |
| José Albino Silva Peneda               | Portogallo  | Partito Social Democratico                                                                 | PPE-DE    |
| Chantal Simonot                        | Francia     | Fronte Nazionale                                                                           | NI        |
| Kathy Sinnott                          | Irlanda     | Indipendente                                                                               | IND/DEM   |
| Marek Siwiec                           | Polonia     | SLD - UP (Alleanza della Sinistra Democratica)                                             | PSE       |
| Jonas Sjöstedt                         | Svezia      | Partito della Sinistra                                                                     | GUE/NGL   |
| Peter Skinner                          | Regno Unito | Partito Laburista                                                                          | PSE       |
| Nina Škottová                          | Rep. Ceca   | Partito Democratico Civico                                                                 | PPE-DE    |
| Alyn Smith                             | Regno Unito | Partito Nazionale Scozzese                                                                 | Verdi/ALE |
| Renate Sommer                          | Germania    | Unione Cristiano-Democratica di Germania                                                   | PPE-DE    |
| Bogusław Sonik                         | Polonia     | Piattaforma Civica                                                                         | PPE-DE    |
| María Sornosa Martínez                 | Spagna      | Partito Socialista Operaio Spagnolo                                                        | PSE       |
| Sérgio Sousa Pinto                     | Portogallo  | Partito Socialista                                                                         | PSE       |
| Jean Spautz                            | Lussemburgo | Partito Popolare Cristiano Sociale                                                         | PPE-DE    |
| Francesco Enrico Speroni               | Italia      | Lega Nord                                                                                  | IND/DEM   |
| Bart Staes                             | Belgio      | Verdi                                                                                      | Verdi/ALE |
| Grażyna Staniszewska                   | Polonia     | Unione della Libertà                                                                       | ALDE      |
| Margarita Starkevičiūtė                | Lituania    | Unione dei Liberali e di Centro                                                            | ALDE      |
| Peter Šťastný                          | Slovacchia  | Unione Democratica e Cristiana Slovacca - Partito Democratico                              | PPE-DE    |
| Ursula Stenzel                         | Austria     | Partito Popolare Austriaco                                                                 | PPE-DE    |
| Dirk Sterckx                           | Belgio      | Liberali e Democratici Fiamminghi                                                          | ALDE      |
| Struan Stevenson                       | Regno Unito | Partito Conservatore                                                                       | PPE-DE    |
| Catherine Stihler                      | Regno Unito | Partito Laburista                                                                          | PSE       |
| Ulrich Stockmann                       | Germania    | Partito Socialdemocratico di Germania                                                      | PSE       |
| Ivo Strejček                           | Rep. Ceca   | Partito Democratico Civico                                                                 | PPE-DE    |
| Daniel Strož                           | Rep. Ceca   | Partito Comunista di Boemia e Moravia                                                      | GUE/NGL   |
| Alexander Stubb                        | Finlandia   | Partito di Coalizione Nazionale                                                            | PPE-DE    |
| Robert Sturdy                          | Regno Unito | Partito Conservatore                                                                       | PPE-DE    |
| Margie Sudre                           | Francia     | Unione per un Movimento Popolare                                                           | PPE-DE    |
| David Sumberg                          | Regno Unito | Partito Conservatore                                                                       | PPE-DE    |
| László Surján                          | Ungheria    | Fidesz - Unione Civica Ungherese                                                           | PPE-DE    |
| Eva-Britt Svensson                     | Svezia      | Partito della Sinistra                                                                     | GUE/NGL   |
| Hannes Swoboda                         | Austria     | Partito Socialdemocratico d'Austria                                                        | PSE       |
| József Szájer                          | Ungheria    | Fidesz - Unione Civica Ungherese                                                           | PPE-DE    |
| Andrzej Jan Szejna                     | Polonia     | SLD - UP (Alleanza della Sinistra Democratica)                                             | PSE       |
| István Szent-Iványi                    | Ungheria    | Alleanza dei Liberi Democratici                                                            | ALDE      |
| Konrad Szymański                       | Polonia     | Diritto e Giustizia                                                                        | UEN       |
| Csaba Sándor Tabajdi                   | Ungheria    | Partito Socialista Ungherese                                                               | PSE       |
| Antonio Tajani                         | Italia      | Forza Italia                                                                               | PPE-DE    |
| Hannu Takkula                          | Finlandia   | Partito di Centro Finlandese                                                               | ALDE      |
| Charles Tannock                        | Regno Unito | Partito Conservatore                                                                       | PPE-DE    |
| Marc Tarabella                         | Belgio      | Partito Socialista                                                                         | PSE       |
| Andres Tarand                          | Estonia     | Partito Socialdemocratico                                                                  | PSE       |
| Salvatore Tatarella                    | Italia      | Alleanza Nazionale                                                                         | UEN       |
| Britta Thomsen                         | Danimarca   | Socialdemocratici                                                                          | PSE       |
| Marianne Thyssen                       | Belgio      | Cristiano-Democratici e Fiamminghi                                                         | PPE-DE    |
| Jeffrey Titford                        | Regno Unito | Partito per l'Indipendenza del Regno Unito                                                 | IND/DEM   |
| Gary Titley                            | Regno Unito | Partito Laburista                                                                          | PSE       |
| Patrizia Toia                          | Italia      | Uniti nell'Ulivo (La Margherita)                                                           | ALDE      |
| Witold Tomczak                         | Polonia     | Lega delle Famiglie Polacche                                                               | IND/DEM   |
| Jacques Toubon                         | Francia     | Unione per un Movimento Popolare                                                           | PPE-DE    |
| Georgios Toussas                       | Grecia      | Partito Comunista di Grecia                                                                | GUE/NGL   |
| Antonios Trakatellis                   | Grecia      | Nuova Democrazia                                                                           | PPE-DE    |
| Catherine Trautmann                    | Francia     | Partito Socialista                                                                         | PSE       |
| Kyriacos Triantaphyllides              | Cipro       | Partito Progressista dei Lavoratori                                                        | GUE/NGL   |
| Helga Trüpel                           | Germania    | Alleanza 90/I Verdi                                                                        | Verdi/ALE |
| Claude Turmes                          | Lussemburgo | I Verdi                                                                                    | Verdi/ALE |
| Evangelia Tzampazi                     | Grecia      | Movimento Socialista Panellenico                                                           | PSE       |
| Feleknas Uca                           | Germania    | Partito del Socialismo Democratico                                                         | GUE/NGL   |
| Thomas Ulmer                           | Germania    | Unione Cristiano-Democratica di Germania                                                   | PPE-DE    |
| Inese Vaidere                          | Lettonia    | Per la Patria e la Libertà/LNNK                                                            | UEN       |
| Nikolaos Vakalis                       | Grecia      | Nuova Democrazia                                                                           | PPE-DE    |
| Elena Valenciano                       | Spagna      | Partito Socialista Operaio Spagnolo                                                        | PSE       |
| Paul van Buitenen                      | Paesi Bassi | Europa Trasparente                                                                         | Verdi/ALE |
| Margrietus van den Berg                | Paesi Bassi | Partito del Lavoro                                                                         | PSE       |
| Ieke van den Burg                      | Paesi Bassi | Partito del Lavoro                                                                         | PSE       |
| Johan Van Hecke                        | Belgio      | Liberali e Democratici Fiamminghi                                                          | ALDE      |
| Frank Vanhecke                         | Belgio      | Blocco Fiammingo                                                                           | NI        |
| Anne Van Lancker                       | Belgio      | Partito Socialista Differente                                                              | PSE       |
| Lambert van Nistelrooij                | Paesi Bassi | Appello Cristiano Democratico                                                              | PPE-DE    |
| Geoffrey Van Orden                     | Regno Unito | Partito Conservatore                                                                       | PPE-DE    |
| Daniel Varela Suanzes-Carpegna         | Spagna      | Partito Popolare                                                                           | PPE-DE    |
| Ioannis Varvitsiotis                   | Grecia      | Nuova Democrazia                                                                           | PPE-DE    |
| Ari Vatanen                            | Francia     | Unione per un Movimento Popolare                                                           | PPE-DE    |
| Yannick Vaugrenard                     | Francia     | Partito Socialista                                                                         | PSE       |
| Paavo Väyrynen                         | Finlandia   | Partito di Centro Finlandese                                                               | ALDE      |
| Riccardo Ventre                        | Italia      | Forza Italia                                                                               | PPE-DE    |
| Paul Vergès                            | Francia     | Alleanza d'Oltremare (Partito Comunista Riunionese)                                        | GUE/NGL   |
| Bernadette Vergnaud                    | Francia     | Partito Socialista                                                                         | PSE       |
| Marcello Vernola                       | Italia      | Forza Italia                                                                               | PPE-DE    |
| Alejo Vidal-Quadras                    | Spagna      | Partito Popolare                                                                           | PPE-DE    |
| Philippe de Villiers                   | Francia     | Movimento per la Francia                                                                   | IND/DEM   |
| Theresa Villiers                       | Regno Unito | Partito Conservatore                                                                       | PPE-DE    |
| Marta Vincenzi                         | Italia      | Uniti nell'Ulivo (Democratici di Sinistra)                                                 | PSE       |
| Kyösti Virrankoski                     | Finlandia   | Partito di Centro Finlandese                                                               | ALDE      |
| Oldřich Vlasák                         | Rep. Ceca   | Partito Democratico Civico                                                                 | PPE-DE    |
| Dominique Vlasto                       | Francia     | Unione per un Movimento Popolare                                                           | PPE-DE    |
| Johannes Voggenhuber                   | Austria     | I Verdi                                                                                    | Verdi/ALE |
| Karl Von Wogau                         | Germania    | Unione Cristiano-Democratica di Germania                                                   | PPE-DE    |
| Sahra Wagenknecht                      | Germania    | Partito del Socialismo Democratico                                                         | GUE/NGL   |
| Diana Wallis                           | Regno Unito | Liberal Democratici                                                                        | ALDE      |
| Ralf Walter                            | Germania    | Partito Socialdemocratico di Germania                                                      | PSE       |
| Sir Graham Watson                      | Regno Unito | Liberal Democratici                                                                        | ALDE      |
| Henri Weber                            | Francia     | Partito Socialista                                                                         | PSE       |
| Manfred Weber                          | Germania    | Unione Cristiano-Sociale in Baviera                                                        | PPE-DE    |
| Barbara Weiler                         | Germania    | Partito Socialdemocratico di Germania                                                      | PSE       |
| Anja Weisgerber                        | Germania    | Unione Cristiano-Sociale in Baviera                                                        | PPE-DE    |
| Åsa Westlund                           | Svezia      | Partito Socialdemocratico dei Lavoratori di Svezia                                         | PSE       |
| Phillip Whitehead                      | Regno Unito | Partito Laburista                                                                          | PSE       |
| John Whittaker                         | Regno Unito | Partito per l'Indipendenza del Regno Unito                                                 | IND/DEM   |
| Rainer Wieland                         | Germania    | Unione Cristiano-Democratica di Germania                                                   | PPE-DE    |
| Jan Marinus Wiersma                    | Paesi Bassi | Partito del Lavoro                                                                         | PSE       |
| Wojciech Wierzejski                    | Polonia     | Lega delle Famiglie Polacche                                                               | IND/DEM   |
| Anders Wijkman                         | Svezia      | Democratici Cristiani                                                                      | PPE-DE    |
| Thomas Wise                            | Regno Unito | Partito per l'Indipendenza del Regno Unito                                                 | IND/DEM   |
| Lars Wohlin                            | Svezia      | Lista di Giugno                                                                            | IND/DEM   |
| Janusz Wojciechowski                   | Polonia     | Partito Popolare Polacco                                                                   | PPE-DE    |
| Corien Wortmann-Kool                   | Paesi Bassi | Appello Cristiano Democratico                                                              | PPE-DE    |
| Joachim Wuermeling                     | Germania    | Unione Cristiano-Sociale in Baviera                                                        | PPE-DE    |
| Francis Wurtz                          | Francia     | Partito Comunista Francese                                                                 | GUE/NGL   |
| Terence Wynn                           | Regno Unito | Partito Laburista                                                                          | PSE       |
| Marilisa Xenogiannakopoulou            | Grecia      | Movimento Socialista Panellenico                                                           | PSE       |
| Luis Yáñez-Barnuevo García             | Spagna      | Partito Socialista Operaio Spagnolo                                                        | PSE       |
| Anna Záborská                          | Slovacchia  | Movimento Cristiano-Democratico                                                            | PPE-DE    |
| Jan Zahradil                           | Rep. Ceca   | Partito Democratico Civico                                                                 | PPE-DE    |
| Zbigniew Zaleski                       | Polonia     | Piattaforma Civica                                                                         | PPE-DE    |
| Mauro Zani                             | Italia      | Uniti nell'Ulivo (Democratici di Sinistra)                                                 | PSE       |
| Stefano Zappalà                        | Italia      | Forza Italia                                                                               | PPE-DE    |
| Tomáš Zatloukal                        | Rep. Ceca   | SNK Democratici Europei                                                                    | PPE-DE    |
| Tatjana Ždanoka                        | Lettonia    | Per i Diritti Umani nella Lettonia Unita                                                   | Verdi/ALE |
| Vladimír Železný                       | Rep. Ceca   | Indipendenti                                                                               | IND/DEM   |
| Josef Zieleniec                        | Rep. Ceca   | SNK Democratici Europei                                                                    | PPE-DE    |
| Roberts Zīle                           | Lettonia    | Per la Patria e la Libertà/LNNK                                                            | UEN       |
| Gabriele Zimmer                        | Germania    | Partito del Socialismo Democratico                                                         | GUE/NGL   |
| Nicola Zingaretti                      | Italia      | Uniti nell'Ulivo (Democratici di Sinistra)                                                 | PSE       |
| Jaroslav Zvěřina                       | Rep. Ceca   | Partito Democratico Civico                                                                 | PPE-DE    |
| Tadeusz Zwiefka                        | Polonia     | Piattaforma Civica                                                                         | PPE-DE    |

## Modifiche intervenute nella composizione

### Europarlamentari uscenti e subentranti
| Uscente                        | Entrante                       | Stato       | Lista                                                              | Gruppo  | Data       |
| ------------------------------ | ------------------------------ | ----------- | ------------------------------------------------------------------ | ------- | ---------- |
| Chantal Simonot                | Fernand Le Rachinel            | Francia     | Fronte Nazionale                                                   |         | 22.10.2004 |
| Gábor Demszky                  | Viktória Mohácsi               | Ungheria    | Alleanza dei Liberi Democratici                                    |         | 29.11.2004 |
| Sérgio Ribeiro                 | Pedro Guerreiro                | Portogallo  | Coalizione Democratica Unitaria (Partito Comunista Portoghese)     | GUE/NGL | 13.01.2005 |
| António Costa                  | Joel Hasse Ferreira            | Portogallo  | Partito Socialista                                                 | PSE     | 12.03.2005 |
| Christopher Huhne              | Sharon Bowles                  | Regno Unito | Liberal Democratici                                                |         | 12.05.2005 |
| Theresa Villiers               | Syed Kamall                    | Regno Unito | Partito Conservatore                                               | PPE-DE  | 12.05.2005 |
| Ottaviano Del Turco            | Vincenzo Lavarra               | Italia      | Uniti nell'Ulivo (Democratici di Sinistra)                         | PSE     | 24.05.2005 |
| Mercedes Bresso                | Giovanni Rivera                | Italia      | Uniti nell'Ulivo (La Margherita, poi MCFP - NI)                    |         | 25.05.2005 |
| Brice Hortefeux                | Jean-Pierre Audy               | Francia     | Unione per un Movimento Popolare                                   | PPE-DE  | 11.06.2005 |
| Armin Laschet                  | Jürgen Zimmerling              | Germania    | Unione Cristiano-Democratica di Germania                           | PPE-DE  | 06.07.2005 |
| Filip Adwent                   | Andrzej Tomasz Zapałowski      | Polonia     | Lega delle Famiglie Polacche                                       |         | 12.07.2005 |
| Antonio De Poli                | Iles Braghetto                 | Italia      | Unione dei Democratici Cristiani e di Centro                       | PPE-DE  | 29.07.2005 |
| Jürgen Zimmerling              | Horst Posdorf                  | Germania    | Unione Cristiano-Democratica di Germania                           | PPE-DE  | 24.10.2005 |
| Garrelt Duin                   | Matthias Groote                | Germania    | Partito Socialdemocratico di Germania                              | PSE     | 26.10.2005 |
| Wojciech Wierzejski            | Bernard Wojciechowski          | Polonia     | Lega delle Famiglie Polacche                                       |         | 26.10.2005 |
| Ingo Schmitt                   | Roland Gewalt                  | Germania    | Unione Cristiano-Democratica di Germania                           | PPE-DE  | 27.10.2005 |
| Anna Elżbieta Fotyga           | Hanna Foltyn-Kubicka           | Polonia     | Diritto e Giustizia                                                |         | 07.12.2005 |
| Phillip Whitehead              | Glenis Willmott                | Regno Unito | Partito Laburista                                                  | PSE     | 01.01.2006 |
| Joachim Wuermeling             | Gabriele Stauner               | Germania    | Unione Cristiano-Sociale in Baviera                                | PPE-DE  | 18.01.2006 |
| Ursula Stenzel                 | Hubert Pirker                  | Austria     | Partito Popolare Austriaco                                         | PPE-DE  | 01.02.2006 |
| Michele Santoro                | Giovanni Procacci              | Italia      | Uniti nell'Ulivo (La Margherita)                                   | ALDE    | 27.04.2006 |
| Emma Bonino                    | Marco Cappato                  | Italia      | Lista Emma Bonino                                                  |         | 08.05.2006 |
| Armando Dionisi                | Carlo Casini                   | Italia      | Unione dei Democratici Cristiani e di Centro                       | PPE-DE  | 08.05.2006 |
| Fausto Bertinotti              | Corrado Gabriele               | Italia      | Rifondazione Comunista                                             | GUE/NGL | 08.05.2006 |
| Pier Luigi Bersani             | Donata Gottardi                | Italia      | Uniti nell'Ulivo (Democratici di Sinistra)                         | PSE     | 08.05.2006 |
| Massimo D'Alema                | Andrea Losco                   | Italia      | Uniti nell'Ulivo (La Margherita)                                   | ALDE    | 08.05.2006 |
| Antonio Di Pietro              | Achille Occhetto               | Italia      | Lista Di Pietro - Occhetto                                         |         | 08.05.2006 |
| Lorenzo Cesa                   | Aldo Patriciello               | Italia      | Unione dei Democratici Cristiani e di Centro                       | PPE-DE  | 08.05.2006 |
| Enrico Letta                   | Gianluca Susta                 | Italia      | Uniti nell'Ulivo (La Margherita)                                   | ALDE    | 08.05.2006 |
| Paolo Cirino Pomicino          | Armando Veneto                 | Italia      | Udeur                                                              |         | 08.05.2006 |
| Giovanni Procacci              | Donato Tommaso Veraldi         | Italia      | Uniti nell'Ulivo (La Margherita)                                   | ALDE    | 08.05.2006 |
| Rolandas Pavilionis            | Eugenijus Maldeikis            | Lituania    | Partito dei Democratici Liberali                                   |         | 18.05.2006 |
| Lapo Pistelli                  | Catiuscia Marini               | Italia      | Uniti nell'Ulivo (Democratici di Sinistra)                         | PSE     | 16.06.2006 |
| Corrado Gabriele               | Vincenzo Aita                  | Italia      | Rifondazione Comunista                                             | GUE/NGL | 19.06.2006 |
| István Pálfi                   | Antonio De Blasio              | Ungheria    | Fidesz - Unione Civica Ungherese                                   | PPE-DE  | 31.07.2006 |
| Terence Wynn                   | Brian Simpson                  | Regno Unito | Partito Laburista                                                  | PSE     | 28.08.2006 |
| Jonas Sjöstedt                 | Jens Holm                      | Svezia      | Partito della Sinistra                                             | GUE/NGL | 27.09.2006 |
| Toomas Hendrik Ilves           | Katrin Saks                    | Estonia     | Partito Socialdemocratico                                          | PSE     | 09.10.2006 |
| Henrik Dam Kristensen          | Christel Schaldemose           | Danimarca   | Socialdemocratici                                                  | PSE     | 15.10.2006 |
| Cecilia Malmström              | Olle Schmidt                   | Svezia      | Partito Popolare Liberale                                          |         | 19.10.2006 |
| Matteo Salvini                 | Gian Paolo Gobbo               | Italia      | Lega Nord                                                          |         | 08.11.2006 |
| Ole Krarup                     | Søren Bo Søndergaard           | Danimarca   | Movimento Popolare contro l'UE                                     |         | 01.01.2007 |
| Maria Berger                   | Wolfgang Bulfon                | Austria     | Partito Socialdemocratico d'Austria                                | PSE     | 18.01.2007 |
| Ewa Hedkvist Petersen          | Göran Färm                     | Svezia      | Partito Socialdemocratico dei Lavoratori di Svezia                 | PSE     | 01.02.2007 |
| Camiel Eurlings                | Joop Post                      | Paesi Bassi | Appello Cristiano Democratico                                      | PPE-DE  | 01.03.2007 |
| Achille Occhetto               | Beniamino Donnici              | Italia      | Lista Di Pietro - Occhetto                                         |         | 29.03.2007 |
| Albert Jan Maat                | Esther De Lange                | Paesi Bassi | Appello Cristiano Democratico                                      | PPE-DE  | 12.04.2007 |
| Paavo Väyrynen                 | Samuli Pohjamo                 | Finlandia   | Partito di Centro Finlandese                                       |         | 23.04.2007 |
| Roselyne Bachelot-Narquin      | Elisabeth Morin-Chartier       | Francia     | Unione per un Movimento Popolare                                   | PPE-DE  | 24.05.2007 |
| Simon Coveney                  | Colm Burke                     | Irlanda     | Fine Gael                                                          |         | 19.06.2007 |
| Bernat Joan i Marí             | Mikel Irujo Amezaga            | Spagna      | Europa dei Popoli (Eusko Alkartasuna)                              |         | 19.06.2007 |
| Marie-Line Reynaud             | Roselyne Lefrançois            | Francia     | Partito Socialista                                                 | PSE     | 04.07.2007 |
| Jean-Claude Fruteau            | Catherine Neris                | Francia     | Partito Socialista                                                 | PSE     | 04.07.2007 |
| Pierre Moscovici               | Pierre Pribetich               | Francia     | Partito Socialista                                                 | PSE     | 04.07.2007 |
| Marta Vincenzi                 | Francesco Ferrari              | Italia      | Uniti nell'Ulivo (La Margherita)                                   | ALDE    | 05.07.2007 |
| Michał Tomasz Kamiński         | Ewa Tomaszewska                | Polonia     | Diritto e Giustizia                                                |         | 30.08.2007 |
| Marc Tarabella                 | Giovanna Corda                 | Belgio      | Partito Socialista                                                 | PSE     | 31.08.2007 |
| Margrietus van den Berg        | Lily Jacobs                    | Paesi Bassi | Partito del Lavoro                                                 | PSE     | 04.09.2007 |
| Rosa Díez González             | Vicente Miguel Garcés Ramón    | Spagna      | Partito Socialista Operaio Spagnolo                                | PSE     | 27.09.2007 |
| Antōnīs Samaras                | Emmanouil Angelakas            | Grecia      | Nuova Democrazia                                                   | PPE-DE  | 01.10.2007 |
| Marilisa Xenogiannakopoulou    | Costas Botopoulos              | Grecia      | Movimento Socialista Panellenico                                   | PSE     | 01.10.2007 |
| Georgios Karatzaferis          | Georgios Georgiou              | Grecia      | Raggruppamento Popolare Ortodosso                                  |         | 01.10.2007 |
| Nikolaos Sifunakis             | Maria Eleni Koppa              | Grecia      | Movimento Socialista Panellenico                                   | PSE     | 01.10.2007 |
| Panagiotis Beglitis            | Anni Podimata                  | Grecia      | Movimento Socialista Panellenico                                   | PSE     | 01.10.2007 |
| Konstantinos Hatzidakis        | Margaritis Schinas             | Grecia      | Nuova Democrazia                                                   | PPE-DE  | 01.10.2007 |
| Fausto Correia                 | Armando França                 | Portogallo  | Partito Socialista                                                 | PSE     | 15.10.2007 |
| Joop Post                      | Cornelis Visser                | Paesi Bassi | Appello Cristiano Democratico                                      | PPE-DE  | 17.10.2007 |
| Paul Vergès                    | Madeleine Jouye De Grandmaison | Francia     | Alleanza d'Oltremare (Raggruppamento Democratico per la Martinica) |         | 09.11.2007 |
| Anders Samuelsen               | Johannes Lebech                | Danimarca   | Sinistra Radicale                                                  |         | 29.11.2007 |
| Gitte Seeberg                  | Christian Rovsing              | Danimarca   | Partito Popolare Conservatore                                      | PPE-DE  | 29.11.2007 |
| Bogdan Klich                   | Urszula Gacek                  | Polonia     | Piattaforma Civica                                                 | PPE-DE  | 06.12.2007 |
| Barbara Kudrycka               | Krzysztof Hołowczyc            | Polonia     | Piattaforma Civica                                                 | PPE-DE  | 06.12.2007 |
| Jean-Louis Bourlanges          | Brigitte Fouré                 | Francia     | Unione per la Democrazia Francese (poi Nuovo Centro)               |         | 10.01.2008 |
| Alexander Stubb                | Sirpa Pietikäinen              | Finlandia   | Partito di Coalizione Nazionale                                    | PPE-DE  | 04.04.2008 |
| Elena Valenciano               | Juan Fraile Cantón             | Spagna      | Partito Socialista Operaio Spagnolo                                | PSE     | 07.04.2008 |
| Joan Calabuig Rull             | Martí Grau i Segú              | Spagna      | Partito Socialista Operaio Spagnolo                                | PSE     | 07.04.2008 |
| Cristóbal Montoro              | Florencio Luque Aguilar        | Spagna      | Partito Popolare                                                   | PPE-DE  | 07.04.2008 |
| Ana Mato Adrover               | Juan Andrés Naranjo Escobar    | Spagna      | Partito Popolare                                                   | PPE-DE  | 07.04.2008 |
| Luisa Fernanda Rudi Ubeda      | Salvador Domingo Sanz Palacio  | Spagna      | Partito Popolare                                                   | PPE-DE  | 07.04.2008 |
| Umberto Bossi                  | Giovanni Robusti               | Italia      | Lega Nord                                                          |         | 28.04.2008 |
| Edith Mastenbroek              | Jan Cremers                    | Paesi Bassi | Partito del Lavoro                                                 | PSE     | 30.04.2008 |
| Jens-Peter Bonde               | Hanne Dahl                     | Danimarca   | Movimento di Giugno                                                |         | 09.05.2008 |
| Alfonso Andria                 | Giuseppe Bova                  | Italia      | Uniti nell'Ulivo (Democratici di Sinistra - NI)                    | PSE     | 16.05.2008 |
| Luciana Sbarbati               | Fabio Ciani                    | Italia      | Uniti nell'Ulivo (La Margherita)                                   | ALDE    | 16.05.2008 |
| Alessandra Mussolini           | Roberto Fiore                  | Italia      | Alternativa Sociale                                                |         | 16.05.2008 |
| Mario Mantovani                | Iva Zanicchi                   | Italia      | Forza Italia                                                       | PPE-DE  | 16.05.2008 |
| Adeline Hazan                  | Catherine Boursier             | Francia     | Partito Socialista                                                 | PSE     | 18.05.2008 |
| Raffaele Lombardo              | Sebastiano Sanzarello          | Italia      | Unione dei Democratici Cristiani e di Centro                       | PPE-DE  | 22.05.2008 |
| Renato Brunetta                | Elisabetta Gardini             | Italia      | Forza Italia                                                       | PPE-DE  | 30.05.2008 |
| Diamantō Manōlakou             | Kōnstantinos Droutsas          | Grecia      | Partito Comunista di Grecia                                        | GUE/NGL | 03.06.2008 |
| Nicola Zingaretti              | Rapisardo Antinucci            | Italia      | Uniti nell'Ulivo (Socialisti Democratici Italiani)                 | PSE     | 17.06.2008 |
| Adriana Poli Bortone           | Domenico Antonio Basile        | Italia      | Alleanza Nazionale                                                 |         | 17.06.2008 |
| Giuseppe Bova                  | Maria Grazia Pagano            | Italia      | Uniti nell'Ulivo (Democratici di Sinistra)                         | PSE     | 17.06.2008 |
| Antonio Tajani                 | Paolo Bartolozzi               | Italia      | Forza Italia                                                       | PPE-DE  | 23.06.2008 |
| Gian Paolo Gobbo               | Erminio Enzo Boso              | Italia      | Lega Nord                                                          |         | 23.06.2008 |
| Francesco Musotto              | Innocenzo Leontini             | Italia      | Forza Italia                                                       | PPE-DE  | 23.06.2008 |
| Innocenzo Leontini             | Eleonora Lo Curto              | Italia      | Forza Italia                                                       | PPE-DE  | 24.07.2008 |
| Bronisław Geremek              | Andrzej Wielowieyski           | Polonia     | Unione della Libertà                                               |         | 26.08.2008 |
| Willi Piecyk                   | Ulrike Rodust                  | Germania    | Partito Socialdemocratico di Germania                              | PSE     | 29.08.2008 |
| Giuseppe Castiglione           | Maddalena Calia                | Italia      | Forza Italia                                                       | PPE-DE  | 12.09.2008 |
| Graham Booth                   | Trevor Colman                  | Regno Unito | Partito per l'Indipendenza del Regno Unito                         |         | 01.10.2008 |
| Bernadette Bourzai             | Jean-Paul Denanot              | Francia     | Partito Socialista                                                 | PSE     | 06.10.2008 |
| Robert Navarro                 | Michel Teychenné               | Francia     | Partito Socialista                                                 | PSE     | 06.10.2008 |
| Lilli Gruber                   | Monica Giuntini                | Italia      | Uniti nell'Ulivo (Democratici di Sinistra)                         | PSE     | 17.10.2008 |
| Joseph Muscat                  | Glenn Bedingfield              | Malta       | Partito Laburista                                                  | PSE     | 29.10.2008 |
| Romano Maria La Russa          | Antonio Mussa                  | Italia      | Alleanza Nazionale                                                 |         | 04.11.2008 |
| Borut Pahor                    | Aurelio Juri                   | Slovenia    | Socialdemocratici                                                  | PSE     | 07.11.2008 |
| Alexander Radwan               | Martin Kastler                 | Germania    | Unione Cristiano-Sociale in Baviera                                | PPE-DE  | 04.12.2008 |
| Karin Scheele                  | Maria Berger                   | Austria     | Partito Socialdemocratico d'Austria                                | PSE     | 11.12.2008 |
| Piia-Noora Kauppi              | Eva-Riitta Siitonen            | Finlandia   | Partito di Coalizione Nazionale                                    |         | 01.01.2009 |
| Michel Rocard                  | Bernard Soulage                | Francia     | Partito Socialista                                                 | PSE     | 01.02.2009 |
| Valdis Dombrovskis             | Liene Liepiņa                  | Lettonia    | Nuova Era                                                          |         | 19.03.2009 |
| Daniel Varela Suanzes-Carpegna | Daniel Bautista                | Spagna      | Partito Popolare                                                   | PPE-DE  | 26.03.2009 |
| Ignasi Guardans Cambó          | Joan Vallvé                    | Spagna      | Popoli d'Europa (Convergenza Democratica di Catalogna)             |         | 08.05.2009 |

### Modifiche intervenute per effetto dell'allargamento dell'Unione europea
- Europarlamentari designati (D) dal 01.01.2007 al 09.12.2007; europarlamentari eletti (E) dal 10.12.2007 al termine della legislatura.

#### Romania
| Europarlamentare                 | Lista                                 | Gruppo | Nota   |
| -------------------------------- | ------------------------------------- | ------ | ------ |
| Roberta Alma Anastase            | Partito Democratico                   | PPE    | D/E    |
| Sebastian Valentin Bodu          | Partito Democratico                   | PPE    | E      |
| Victor Boștinaru                 | Partito Social Democratico            | PSE    | E      |
| Nicodim Bulzesc                  | Partito Democratico                   | PPE    | E      |
| Cristian Buşoi                   | Partito Nazionale Liberale            | ALDE   | E/(D*) |
| Titus Corlățean                  | Partito Social Democratico            | PSE    | D/E    |
| Corina Crețu                     | Partito Social Democratico            | PSE    | D/E    |
| Gabriela Crețu                   | Partito Social Democratico            | PSE    | D/E    |
| Magor Imre Csibi                 | Partito Nazionale Liberale            | ALDE   | E      |
| Daniel Dăianu                    | Partito Nazionale Liberale            | ALDE   | E      |
| Dragoș Florin David              | Partito Democratico                   | PPE    | E      |
| Constantin Dumitriu              | Partito Democratico                   | PPE    | E      |
| Petru Filip                      | Partito Democratico                   | PPE    | E      |
| Sorin Frunzăverde                | Partito Democratico                   | PPE    | E      |
| Monica Maria Iacob-Ridzi         | Partito Democratico                   | PPE    | D/E    |
| Ramona Nicole Mănescu            | Partito Nazionale Liberale            | ALDE   | E      |
| Marian-Jean Marinescu            | Partito Democratico                   | PPE    | D/E    |
| Cătălin-Ioan Nechifor            | Partito Social Democratico            | PSE    | E      |
| Rareș-Lucian Niculescu           | Partito Democratico                   | PPE    | E      |
| Dumitru Oprea                    | Partito Liberale Democratico          | PPE    | E      |
| Ioan Mircea Paşcu                | Partito Social Democratico            | PSE    | D/E    |
| Maria Petre                      | Partito Democratico                   | PPE    | D/E    |
| Rovana Plumb                     | Partito Social Democratico            | PSE    | E/(D*) |
| Mihaela Popa                     | Partito Democratico                   | PPE    | E      |
| Nicolae Vlad Popa                | Partito Liberale Democratico          | PPE    | E      |
| Daciana Octavia Sârbu            | Partito Social Democratico            | PSE    | D/E    |
| Adrian Severin                   | Partito Social Democratico            | PSE    | D/E    |
| Csaba Sógor                      | Unione Democratica Magiara di Romania | PPE    | E      |
| Theodor Dumitru Stolojan         | Partito Liberale Democratico          | PPE    | E      |
| Silvia-Adriana Țicău             | Partito Social Democratico            | PSE    | D/E    |
| László Tőkés                     | Indipendente                          | NI     | E      |
| Adina-Ioana Vălean               | Partito Nazionale Liberale            | ALDE   | D/E    |
| Renate Weber                     | Partito Nazionale Liberale            | ALDE   | E      |
| Iuliu Winkler                    | Unione Democratica Magiara di Romania | PPE    | E      |
| Marian Zlotea                    | Partito Democratico                   | PPE    | E      |
| Alexandru Athanasiu              |                                       |        | D      |
| Tiberiu Bărbulețiu               |                                       |        | D      |
| Daniela Buruiană-Aprodu          |                                       |        | D      |
| Silvia Ciornei                   |                                       |        | D      |
| Adrian Cioroianu                 |                                       |        | D      |
| Dumitru Gheorghe Mircea Coșea    |                                       |        | D      |
| Vasile Dîncu                     |                                       |        | D      |
| Cristian Dumitrescu              |                                       |        | D      |
| Ovidiu Victor Ganț               |                                       |        | D      |
| Eduard-Raul Hellvig              |                                       |        | D      |
| Atilla Béla Ladislau Kelemen     |                                       |        | D      |
| Sándor Kónya-Hamar               |                                       |        | D      |
| Eugen Mihăescu                   |                                       |        | D      |
| Dan Mihalache                    |                                       |        | D      |
| Viorica-Pompilia-Georgeta Moisuc |                                       |        | D      |
| Alexandru-Ioan Morțun            |                                       |        | D      |
| Radu Podgorean                   |                                       |        | D      |
| Petre Popeangă                   |                                       |        | D      |
| Gheorghe Vergil Șerbu            |                                       |        | D      |
| Ovidiu Silaghi                   |                                       |        | D      |
| Cristian Stănescu                |                                       |        | D      |
| Károly Ferenc Szabó              |                                       |        | D      |
| Radu Țîrle                       |                                       |        | D      |

##### Modifiche intervenute
| Uscente                  | Entrante              | Lista                        | Gruppo | Nota  |
| ------------------------ | --------------------- | ---------------------------- | ------ | ----- |
| Ovidiu Silaghi           | Horia-Victor Toma     | Partito Nazionale Liberale   | ALDE   | D     |
| Titus Corlățean          | Vasile Pușcaș         | Partito Social Democratico   | PSE    | D     |
| Vasile Pușcaș            | Rovana Plumb          | Partito Social Democratico   | PSE    | D/(E) |
| Adrian Cioroianu         | Cristian Buşoi        | Partito Nazionale Liberale   | ALDE   | D/(E) |
| Sorin Frunzăverde        | Flaviu Călin Rus      | Partito Democratico          | PPE    | E     |
| Roberta Alma Anastase    | Adrian Manole         | Partito Democratico          | PPE    | E     |
| Monica Maria Iacob-Ridzi | Iosif Matula          | Partito Democratico          | PPE    | E     |
| Mihaela Popa             | Călin Cătălin Chiriță | Partito Democratico          | PPE    | E     |
| Petru Filip              | Alexandru Nazare      | Partito Democratico          | PPE    | E     |
| Dumitru Oprea            | Daniel Petru Funeriu  | Partito Liberale Democratico | PPE    | E     |
| Titus Corlățean          | Viorica Dăncilă       | Partito Social Democratico   | PSE    | E     |
| Cătălin-Ioan Nechifor    | Alin Lucian Antochi   | Partito Social Democratico   | PSE    | E     |
| Marian Zlotea            | Ioan Lucian Hămbășan  | Partito Democratico          | PPE    | E     |

#### Bulgaria
| Europarlamentare           | Lista                                                           | Gruppo   | Nota |
| -------------------------- | --------------------------------------------------------------- | -------- | ---- |
| Nedzhmi Ali                | Movimento per i Diritti e le Libertà                            | ALDE     | D    |
| Mariela Velichkova Baeva   | Movimento per i Diritti e le Libertà                            | ALDE     | E    |
| Georgi Bliznashki          | Partito Socialista Bulgaro                                      | PSE      | D    |
| Slavi Binev                | Unione Nazionale Attacco                                        | ITS      | E    |
| Mladen Petrov Chervenyakov | Partito Socialista Bulgaro                                      | PSE      | D    |
| Christina Christova        | Movimento Nazionale Simeone II                                  | ALDE     | D    |
| Desislav Chukolov          | Unione Nazionale Attacco                                        | ITS      | E    |
| Konstantin Dimitrov        | Democratici per una Bulgaria Forte                              | PPE-DE   | D    |
| Martin Dimitrov            | Unione delle Forze Democratiche                                 | PPE-DE   | D    |
| Philip Dimitrov Dimitrov   | Unione delle Forze Democratiche                                 | PPE-DE   | D    |
| Filiz Hyusmenova           | Movimento per i Diritti e le Libertà                            | ALDE     | D/E  |
| Stanimir Ilchev            | Movimento Nazionale Simeone II                                  | ALDE     | D    |
| Iliana Iotova              | Partito Socialista Bulgaro (Piattaforma dei Socialisti Europei) | PSE      | E    |
| Rumiana Jeleva             | Cittadini per lo Sviluppo Europeo della Bulgaria                | PPE-DE   | E    |
| Metin Kazak                | Movimento per i Diritti e le Libertà                            | ALDE     | E    |
| Tchetin Kazak              | Movimento per i Diritti e le Libertà                            | ALDE     | D    |
| Evgeni Kirilov             | Partito Socialista Bulgaro                                      | PSE      | D/E  |
| Marusya Lyubcheva          | Partito Socialista Bulgaro                                      | PSE      | D/E  |
| Nickolay Mladenov          | Cittadini per lo Sviluppo Europeo della Bulgaria                | PPE-DE   | E    |
| Vladko Todorov Panayotov   | Movimento per i Diritti e le Libertà                            | ALDE     | E    |
| Atanas Paparizov           | Partito Socialista Bulgaro                                      | PSE      | D/E  |
| Antonyia Parvanova         | Movimento Nazionale Simeone II                                  | ALDE     | D    |
| Bilyana Ilieva Raeva       | Movimento Nazionale Simeone Secondo                             | ALDE     | E    |
| Lydia Shouleva             | Movimento Nazionale Simeone II                                  | ALDE     | D    |
| Stefan Sofianski           | Unione Nazionale Bulgara (Unione dei Democratici Liberi)        | PPE-DE   | D    |
| Petya Stavreva             | Cittadini per lo Sviluppo Europeo della Bulgaria                | PPE-DE   | E    |
| Dimitar Stoyanov           | Unione Nazionale Attacco                                        | NI / ITS | D/E  |
| Vladimir Urutchev          | Cittadini per lo Sviluppo Europeo della Bulgaria                | PPE-DE   | E    |
| Kristian Vigenin           | Partito Socialista Bulgaro                                      | PSE      | D/E  |
| Dushana Zdravkova          | Cittadini per lo Sviluppo Europeo della Bulgaria                | PPE-DE   | E    |